# Сайда (місто)
Сайда, Сідон (фінік. 𐤑𐤃𐤍, дав.-гр. Σιδών, араб. صيدا) — місто на півдні Лівану, в давнину — незалежне місто-держава.

## Історія

### «Місто рибалок»
Перше поселення на місті Сідона виникло ще у IV тис. до н. е. Тож коли у першій половині III тис. до н. е. узбережжя Середземного моря заселили ханаанеї (фінікійці), вони облаштувалися у вже обжитій місцевості. Спочатку сідонянами називали мешканців цілого краю — від Акко до Бейрута. Слово це швидше за все означало «рибалки» і тим самим сідоняни протиставлялися як ханаанцям, що жили в глибині континенту («скотарям»), так і співплемінникам, що мешкали на північ («лісорубам»). Тож цілком можливо, що за Сідоном його назва закріпилася саме як за першим міським центром цього краю, оскільки інші міста — Тір, Беріт і Акко виникли пізніше. Найстарішим містом Південної Фінікії Сідон називала й більшість стародавніх істориків. Фінікійська легенда стверджувала, що заснував його бог Бел, а назву місто отримало на честь доньки Бела — Сіди. Грецькі міфи називали засновником міста Сіда або Сідона, сина Єгипта. У Біблії Сідон є первістком Ханаана.

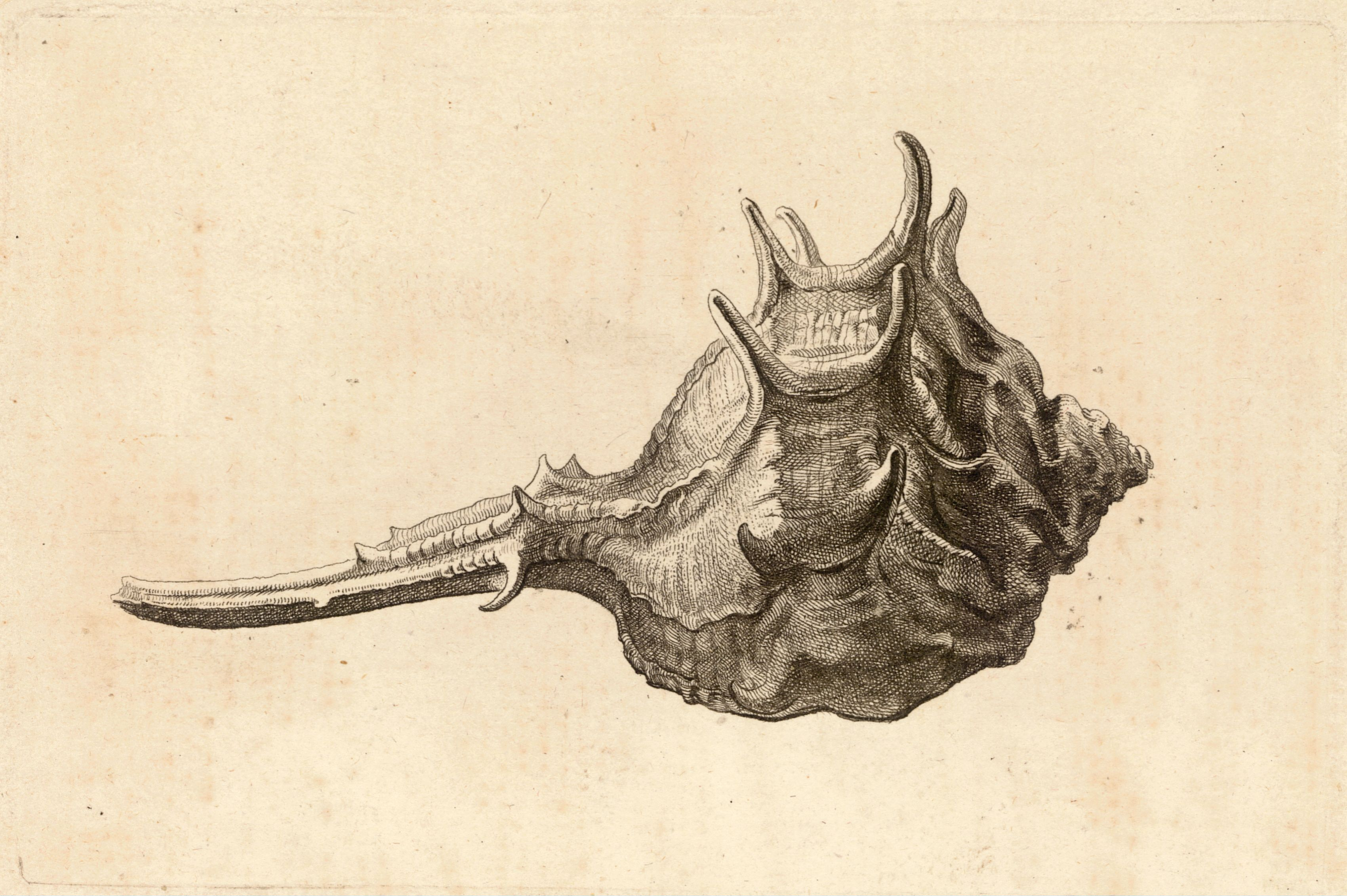
Черепашка Murex brabdaris, з якої фінікійці виробляли пурпур

Окрім риболовлі мешканці Сідона славилися як торгівці і вправні ремісники). Місто було центром виробництва пурпуру — археологи виявили дуже товсті і щільні шари битих черепашок, які використовувалися для виготовлення фарби. Слава місцевих склодувів була такою, що Пліній навіть приписав сідонцям відкриття скла. Торгували містяни насамперед з Угаритом і Месопотамією, проте у письмових документах Сідон і його царя Зімріду вперше згадують єгиптяни — серед інших міст, що платили данину фараонам. Під їхню владу місто потрапило щонайменше з часів Тутмоса IV, онука Тутмоса III, який розширив кордони Єгипту до Євфрату.

### Єгиптяни і філістимляни

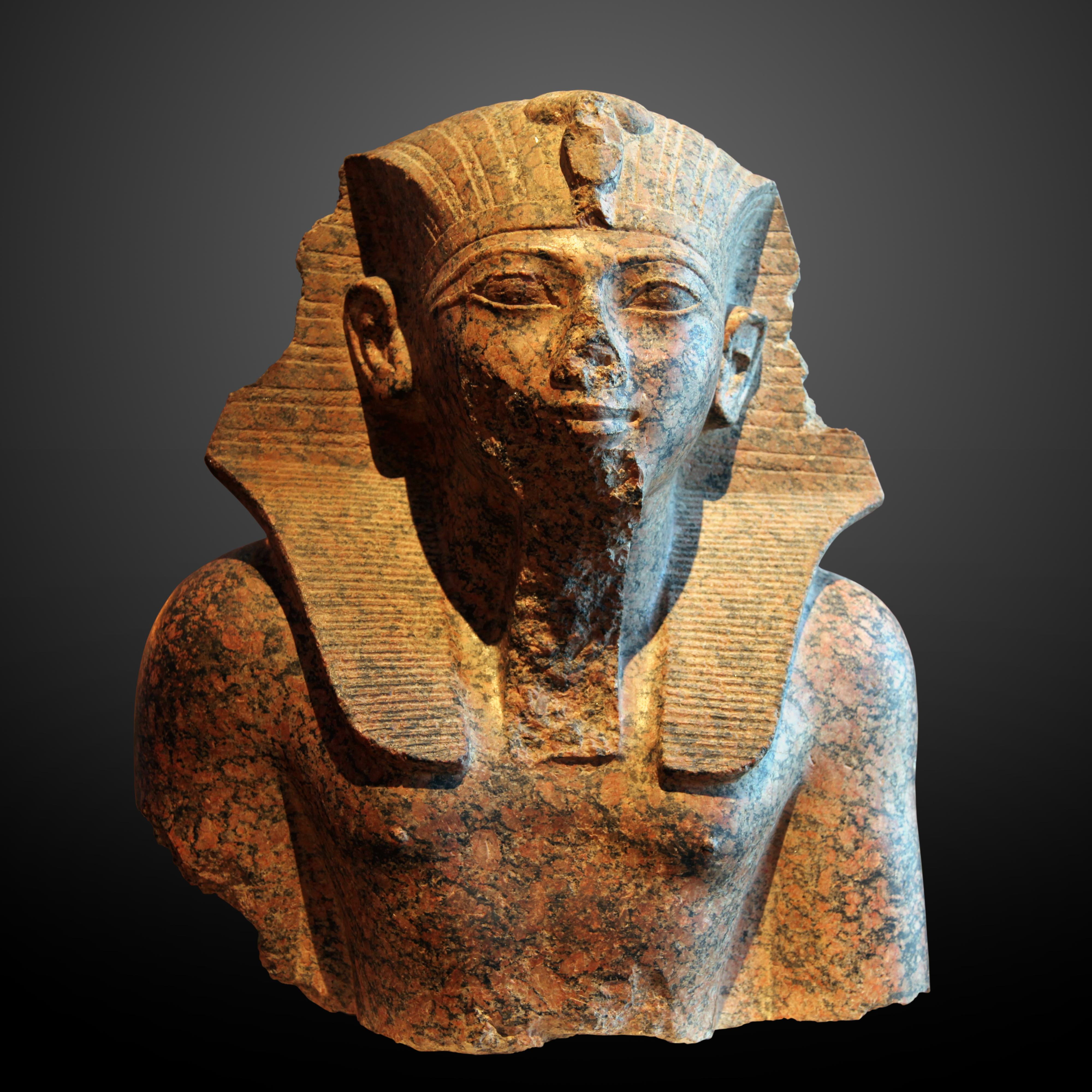
Тутмос IV. Кам'яний бюст. Лувр

До складу Єгипту Сідон входив як залежна, але самоврядна держава. У внутрішні справи міської громади фараони не втручалися і у відносинах з місцевими мешканцями сідонський цар поводив себе як повновладний володар. Та й виконувати розпорядження єгиптян Зімріда не квапився. Скажімо, розпорядження фараона надати допомогу Біблу в його боротьбі з Абдаширтою сідонці фактично проігнорували, і лише коли у Фінікії з'явилося єгипетське військо продемонстрували покірність. Але й це не завадило Зімріді укласти союз с сином Абдаширти Азіру і перехоплювати біблські кораблі, що поспішали на допомогу єгипетського гарнізону Сіміри. Щоправда, останнім прихистком царя Бібла, якого скинули власні співгромадяни, був саме Сідон. Він намагався відплисти до Єгипту, але був вбитий під час заворушень, спровокованих у Сідоні агентами Азіру.
Допомога Азіру і його союзника Арвада стала в пригоді, коли Зімріда почав війну проти сусіднього Тіра. Щастя було на стороні сідонців, і хоча вони не захопили саме вороже місто, вони приєднали до себе землі тірян на континенті включно із Ушу (Старим Тіром). Водночас Зімріда вів дипломатичну гру з Ехнатоном, сподіваючись з єгипетською допомогою розширити свої володіння на півночі. Єгиптяни у Фінікії з'явилися, однак, лише за часів Хоремхеба. І відновили статус-кво, що існував до війн Зімріди. Пізніші сідонські царі Яппадді і Імту згадуються в суто миролюбному контексті — як торговельні партнери Угарита.
Навала «народів моря» (біля 1200 р. до н. е.) оминула Сідон. Більше постраждали Арвад і Тір, а Угарит взагалі припинив своє існування. Лише пізніше цар Аскалона — одного з царств, утворених філістимлянами, — атакував Сідон із суходолу. Напад був несподіваним, сідонці зазнали нищівної поразки і змушені були рятуватися втечею. Частина біженців опинилася у Тірі, який після цього пережив «друге народження», частина — в Арваді. Дехто пізніше повернувся до рідного міста і разом з мешканцями, що залишилися після філістимської навали, відновили Сідон.

### Доба незалежності

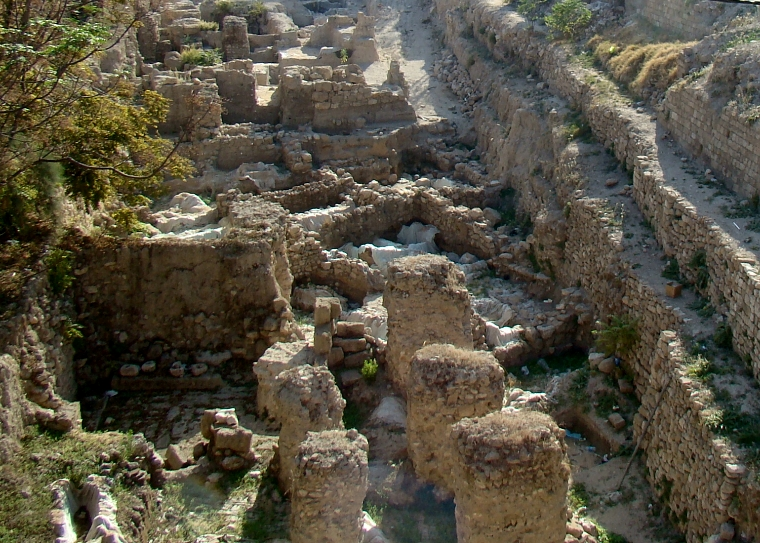
Залишки фінікійських будинків, знайдені на місці Коледжу Жерара у Сідоні

Зростанню Сідона сприяв наплив на узбережжя етнічно близьких до фінікійців ханаанеїв, що змушені були залишити землі в глибині континенту під тиском арамеїв і євреїв — про те, що вони шукали порятунку в «землі сідонський», повідомляє, зокрема, й Біблія. Місто швидко повернуло собі роль одного з найбільших ремісничих і торговельних центрів Фінікії, а із занепадом Єгипту і втратою фараонами своїх азійських володінь (щонайпізніше за часів Рамзеса XI) здобуло незалежність.
Сідон у цей час володів чималою ділянкою узбережжя — у його підпорядкуванні знаходилося сім менших міст, землі, придатні для ведення сільського господарства, а головне — торговельний шлях до долини Бекаа і далі на схід. Завдяки цьому місцеві купці контролювали обмін між передньоазійськими країнами з одного боку, і долиною Нілу та басейном Середземного моря з іншого. Постачали до сусідніх країн вони і суто фінікійські товари — ткані, одежу, скло, пурпур, а також цінні породи деревини з ліванських гір.

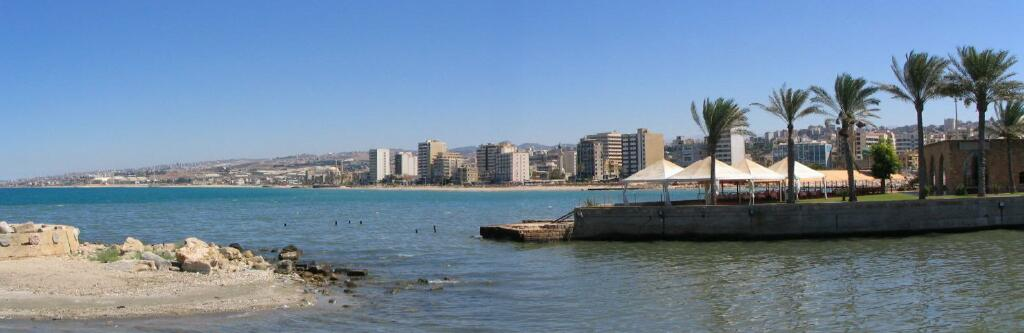
Сідон. Північна бухта

Якщо не вистачало ресурсів для самостійних експедицій, сідонці укладали «товариські» угоди з іноземцями, так звані «хубури». Одним з таким партнерів був єгиптянин Уректер, чий торговельний дім мав «штаб-квартиру» у Танісі. В операціях з ним були задіяні одразу п'ятдесят сідонських кораблів, що належали не лише царю, але й представникам міської знаті, «мужам Сідона». Торговельний флот базувався у захищеній північній гавані міста, в той час як південна затока використовувалася для кораблів рибалок і збирачів черепашок.
На відміну від сусіднього Тіра місто не виводило власних колоній, але вихідці з Сідона швидше за все були у складі переселенців. Іноді саме так інтерпретують згадку про «сідонських людей» у Карфагені та деяких інших заморських містах, проте більшість дослідників впевнена, що у цих випадках йдеться про особливу категорію населення Тіра, яка не мала до Сідона прямого стосунку. Натомість очевидно, що сідонці активно торгували із одноплемінниками в інших куточках Середземного моря і в цьому сенсі колонізація мала загальнофінікійський характер

### Загострення суперництва з Тіром і ассирійська загроза

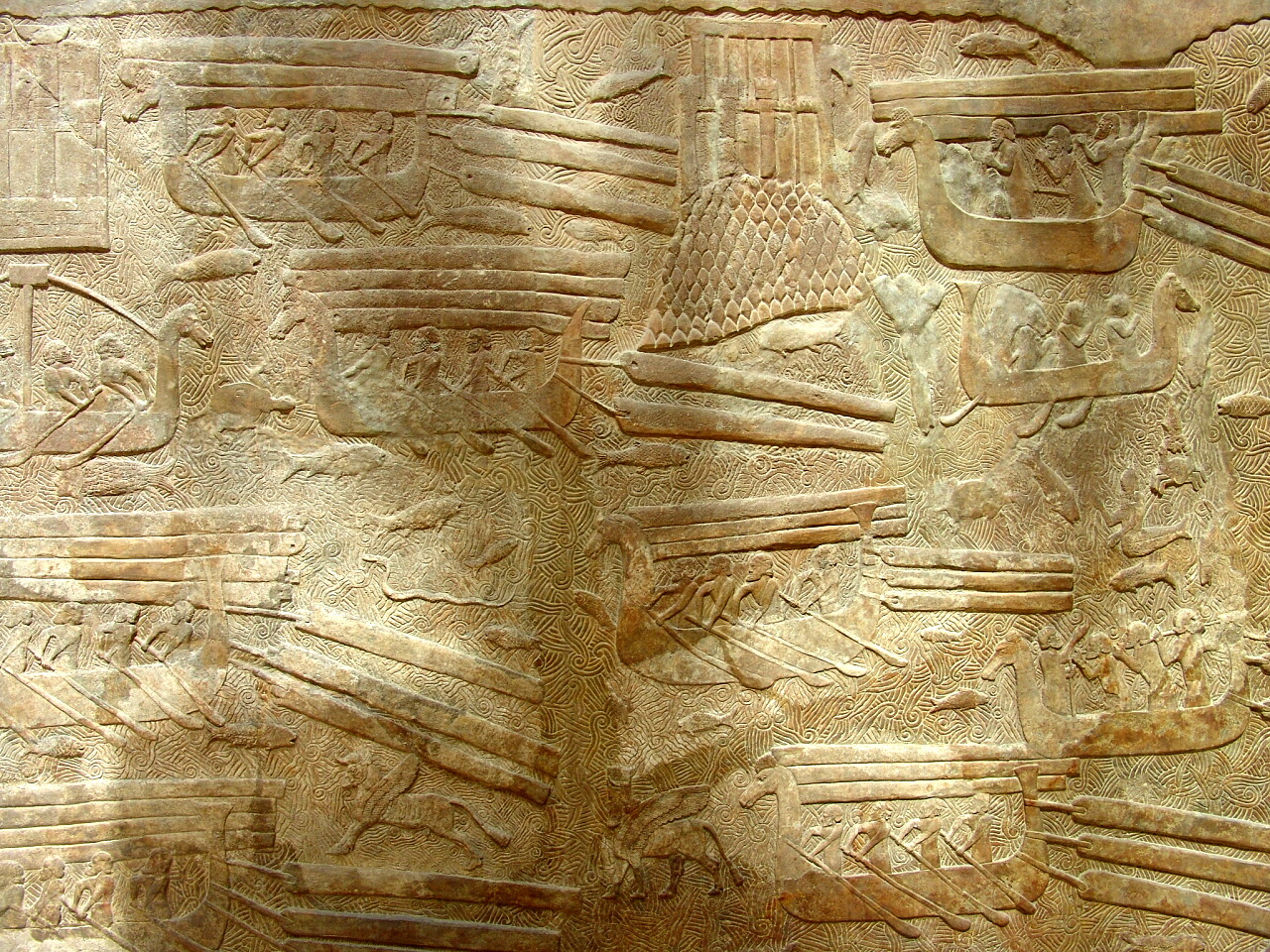
Фінікійські кораблі, завантажені деревиною. Барельєф з палацу Саргона II в Дур-Шаррукіні. Лувр

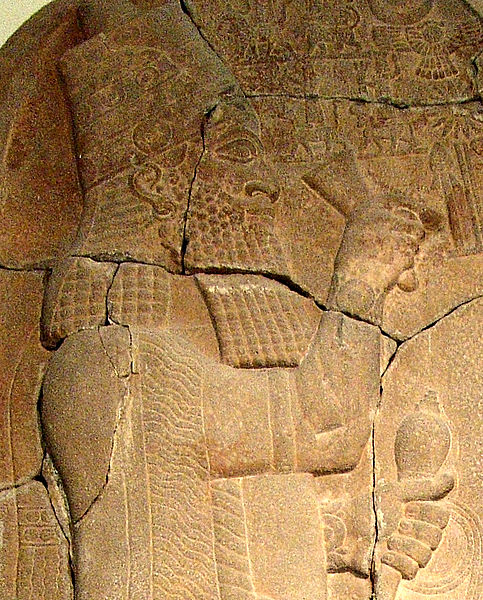
Асаргаддон, зображення на так званій «переможній стелі». Після 671 р. до н. е. Пергамський музей, Берлін

На межі XII—XI ст. до н. е. Сідон вперше зіткнувся із ассирійцями. Похід Тіглатпаласара I (1115—1077 рр. до н. е.), щоправда, не був руйнівним для фінікійців. Від загарбників вони відкупилися багатими подарунками. У наступному столітті сідонців більше непокоїло піднесення Тіра, що почав претендувати на домінування в усій Південній Фінікії (або ж «землі сідонській», як її називали сучасники). До того ж тіряни уклали союз із ізраїльським царем Соломоном, який позбавив Сідон монополії на суходільну торгівлю і відтіснив його від нових торговельних шляхів, що поєднували Фінікію з басейном Червоного моря.
Наприкінці X ст. до н. е. нове піднесення переживає Єгипет. Фараону Шешонку вдалося відновити сюзеренітет над Фінікією, і Сідон змушений був визнати єгипетську зверхність. У 876 р. до н. е. на узбережжі Середземного моря знову з'явилися ассирійці. Сідонці погодилися виплатити Ашшурнасірпалу II данину і їхня делегація була навіть присутня на освяченні нової ассирійської столиці Кальху. Салманасар III у 858 р. до н. е. теж встиг зібрати данину з міста — до того як був зупинений арамейсько-фінікійською коаліцією при Каркарі. Проте Сідон до цього союзу не приєднався — його влаштовував статус «привілейованого» данника, в обмін на який він отримав в ассирійців торговельні привілеї.
У 738 р. до н. е. Фінікію до своїх володінь міцніше приєднав Тіглатпаласар III. Сідон серед його данників не згаданий, але це може означати як включення міста безпосередньо до складу його держави (так сталося з Сімірою) чи підпорядкування його Тіру (на чому наполягають деякі дослідники), так і просто свідчити про лояльне виконання сідонцями своїх зобов'язань — на відміну від бунтівливих сусідів. Показово, що коли після смерті Тіглатпаласара III 727 р. до н. е. в Фінікії спалахнуло повстання, Сідон досить швидко перейшов на бік ассирійців і навіть допомагав Салманасару V під час облоги Тіра.
В 701 р. до н. е. Сідон зайняв під час чергового походу проти Тіра Сінаххеріб. Цього разу за лояльність сідонському царю Ітобаалу віддячили сповна — віддавши йому (на правах особистого володіння) усі континентальні володіння Тира з Ушу включно. Не дивно, що «обдарований» — за твердженням ассирійців — впав Сінаххерібу до ніг, і надалі покірно надавав володарю кораблі з екіпажами для походу проти Вавилона. Наступник Ітобаала Абдмілкат у 680 р. до н. е. повстав проти сина Сінаххеріба Асаргаддона. Проте інші фінікійці (можливо, з огляду на поведінку попередніх сідонських царів) його не підтримали.
У 677 р. до н. е. ассирійці захопили і дощенту зруйнували місто. Величезні багатства, захоплені в Сідоні, включно з скарбницею царя, вивезли до Месопотамії, туди ж перегнали знатних сідонців, ремісників і навіть худобу. Міста Сарепту і Маруб передали Тіру, який прийняв до себе біженців із зруйнованого міста, але допоміг ассирійцям схопити і стратити Абдмілката. Інші сідонські території були включені безпосередньо до складу Ассирії, з них утворили нову — «приморську» — провінцію. А на місці зруйнованого міста коштом інших фінікійців був збудований її адміністративний центр — Кар-Ассаргаддон, заселений переселенцями з ліванських гір і сходу Ассирії.

### Відновлення і встановлення вавилонської влади
Попри заборони ассирійських царів Кар-Асаргаддон швидко фінікізувався. Невдовзі до нього повернулися і сідонські біженці. Нова назва серед місцевих мешканців не прижилася і місто продовжували називати Сідоном. Після смерті Ашшурбаніпала (627 р. до н. е.) місто не лише повернуло собі самоврядування, але й фактично стало незалежним, щоправда, ціною остаточної відмови від Сарепти на користь Тіра. Після 614 р. до н. е. — Сідон визнав зверхність Єгипту і навіть постачав до долини Нілу ліс і кораблі, зокрема й для славетної мандрівки навколо Африки.

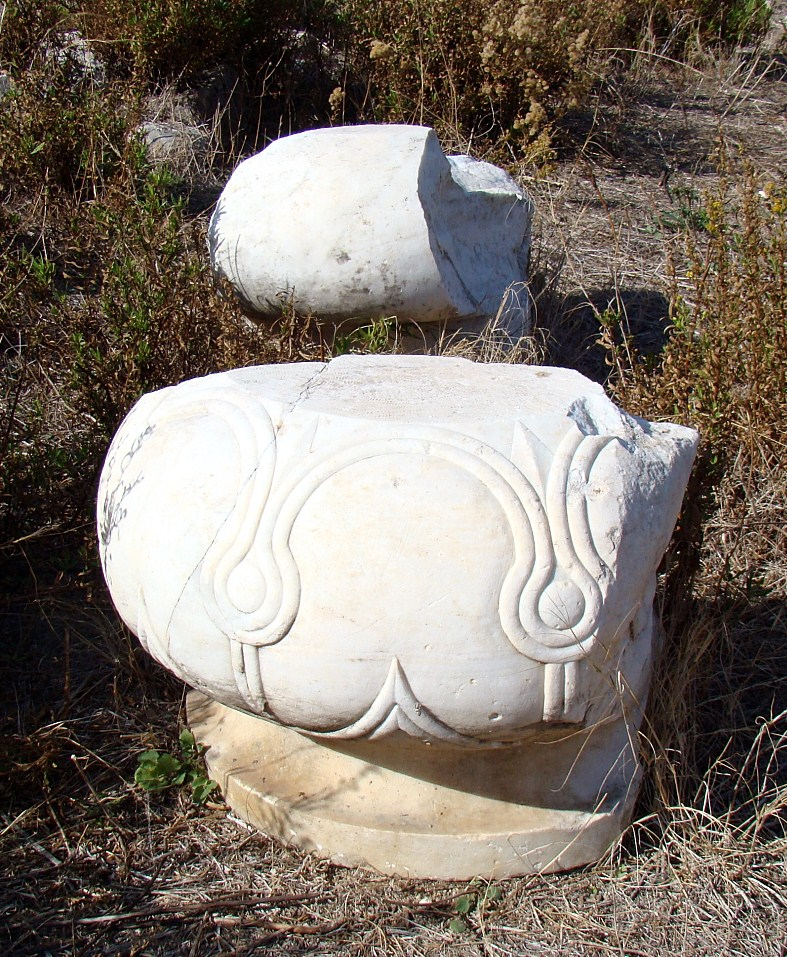
Залишки колон «вавилонського» стиля у храмі Ешмуна. Бустан еш-Шейх біля Сідона

У 599 р. до н. е. у Палестині з'явилася армія Навуходоносора II і місто поквапилося визнати себе данником Вавилона. Прихід до влади в Єгипті Псамметиха II оживив надії на відновлення незалежності. Сідонські представники взяли участь в єрусалимській «нараді послів» під егідою юдейського царя Седекії, і той із спільними пропозиціями вирушив до Месопотамії, проте Навуходоносор II домовлятися відмовився. Вавилонське військо знову з'явилося в Палестині, захопило Єрусалим і взяло в облогу Тір (585 р. до н. е.). Сідон, не чекаючи розв'язки, визнав владу Навуходоносора на умовах збереження обмеженої автономії.
Проте це викликало ревнощі з боку Єгипта. У 572 році до н. е. фараон Апрій раптовим ударом із суходолу захопив Сідон і приєднав до своїх володінь. У 570 р. до н. е. Апрія позбавили престолу, чим одразу скористалися вавилоняни. Єгипет відстояв власну незалежність, але остаточно відмовився від Фінікії на користь суперника.

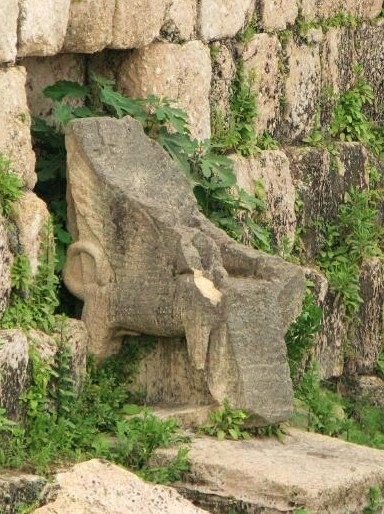
Трон Астарти у храмі Ешмуна. Бустан еш-Шейх біля Сідона

Сідон як міг скористався із замирення, намагаючись відновити свої позиції в міжнародній торгівлі. В місті розпочалося масштабне будівництво, а поруч з ним цар почав зведення величного храму Ешмуна. Щоправда, у 563 р. до н. е. вавилоняни несподівано позбавили Сідон автономії, проте з приходом до влади Набоніда (555 р. до н. е.) вона була відновлена.

### Фаворити Ахеменідів

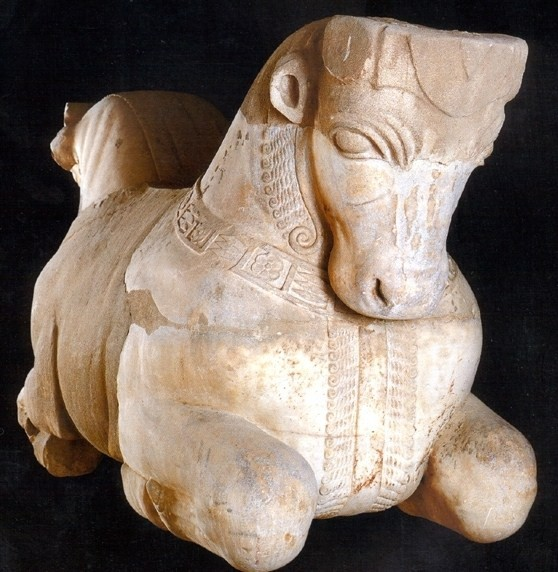
Капітель колони «перського» стилю з храму Ешмуна. Мармур. V ст. до н. е. Національний музей, Бейрут

У 539 р. до н. е. Вавилонське царство припинило своє існування і Сідон поквапився визнати владу Кира. У 525 р. до н. е. місто надало Камбісу свій флот для походу проти Єгипту. Після того як Тір відмовився допомогти перському володарю оволодіти Карфагеном, Ахеменіди почали віддавати перевагу Сідону, перетворивши його на свій опорний пункт на узбережжі Середземного моря. Поруч з містом був навіть влаштований «парадіс» — сад-резиденція «царя царів».
Дарій І виокремив Сирію, Фінікію і Палестину в окрему сатрапію — Заріччя.
Сідон став однією з резиденцій місцевого сатрапа і командувача війська, а сідонського царя зазвичай ставили на чолі об'єднаного фінікійського флоту. Місцеві купці отримали право безперешкодної торгівлі в межах всієї держави Ахеменідів, а податки, що їх Заріччя сплачувало до скарбниці, були порівняно меншими, аніж в Єгипту чи Месопотамії. Не надто обтяжливими були й трудові повинності і зобов'язання постачати деревину для потреб «царя царів». Натомість місто вважалося цілком самостійним у внутрішніх справах — перси лише стежили за тим, щоб при владі були прихильні до них люди.
Перською креатурою вважають насамперед Ешмуназара, жерця Астарти, що усунув від влади представника старої династії і сам оголосив себе сідонським царем під іменем Ешмуназара I. Поєднання жрецьких і царських функцій не відповідало звичаю, але Дарію I це було лише на руку. Показово, що сідонський флот, очолюваний новим володарем, зіграв ключову роль в перемозі над повсталими іонійцями біля острова Ладе.

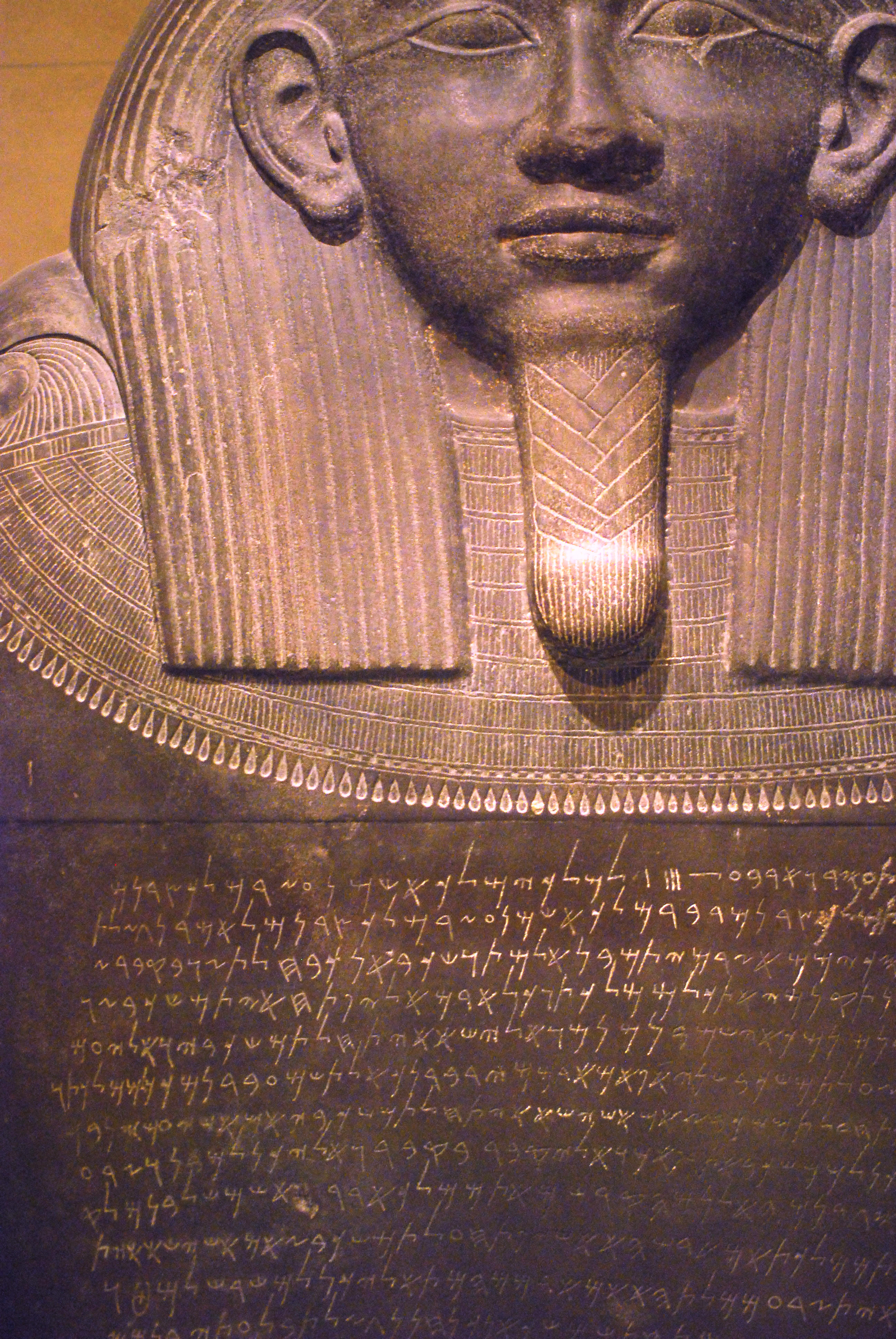
Саркофаг сідонського царя Ешмуназара II, Лувр

Син Ешмуназара I Табніт був фаворитом Ксеркса. Сідонці з найкращого боку проявили себе під час маневрів, влаштованих «царем царів», і той зазви звичай вислуховував думку Табніта першою — зокрема й напередодні Саламінської битви. Незважаючи на поразку Ксеркс не втратив довіри до сідонців і навіть відпустив їхні кораблі додому, аби зберегти як останній резерв.
Ешмуназар II (475 — 461 рр. до н. е.), на відміну від батька та діда, відмовився від статусу жерця, можливо тому, що вже не відчував загрози для своєї влади. Сідонці брали активну участь у бойових діях на боці персів, зокрема і при Еврімедонті. Місто підтримало Артаксеркса I і під час боротьби за зміцнення його влади всередині перської держави. На знак вдячності той передав сідонському царю Дор, Яффу і частину Шаронської рівнини. Ще ніколи володіння Сідона не були такими великими. Все це дозволило місту вперше в історії перетворитися на виробника і навіть експортера сільськогосподарської продукції, і цим компенсувати втрати від згортання міжнародної торгівлі внаслідок тривалих греко-перських війн. Чималі доходи дозволили Ешмуназару II розпочати перебудову храму Ешмуна за перським зразком. Цю справу продовжив і його двоюрідний брат Бодаштарт (відомий також за іменем Ятонмілк, 461 — 449 до н. е. рр.)

### Панування торговельної олігархії
За часів Бодаштарта, який отримав владу в досить юному віці, посилився політичний вплив «мужів Сідона» — представників знаті, власників кораблів і великих купців. Вже при похованні попередника цар недвозначно натякав на можливість узурпації влади цією торговельною олігархією. Так і сталося після смерті Бодаштарта. «Мужі Сідона» привели до влади Баалшиллема І — засновника нової царської династії.
Новий монарх домігся від персів безпрецедентної поступки — дозволу карбувати власну монету. При чому як дрібну срібну, так згодом і більш ходову бронзову. Завдяки цьому Сідон зміцнив свій статус головного торговельного і фінансового центру усього Східного Середземномор'я. І хоча через кілька десятиріч карбувати монету почали й інші фінікійські міста, своїм провідним статусом сідонці не поступилися. На відміну від сусідів — тірян, що віддавали перевагу торгівлі з власними колоніями, сідонські купці зосередили в своїх руках обмін із грецьким світом, що відкривало перед ними ширші можливості — і економічні, і політичні.

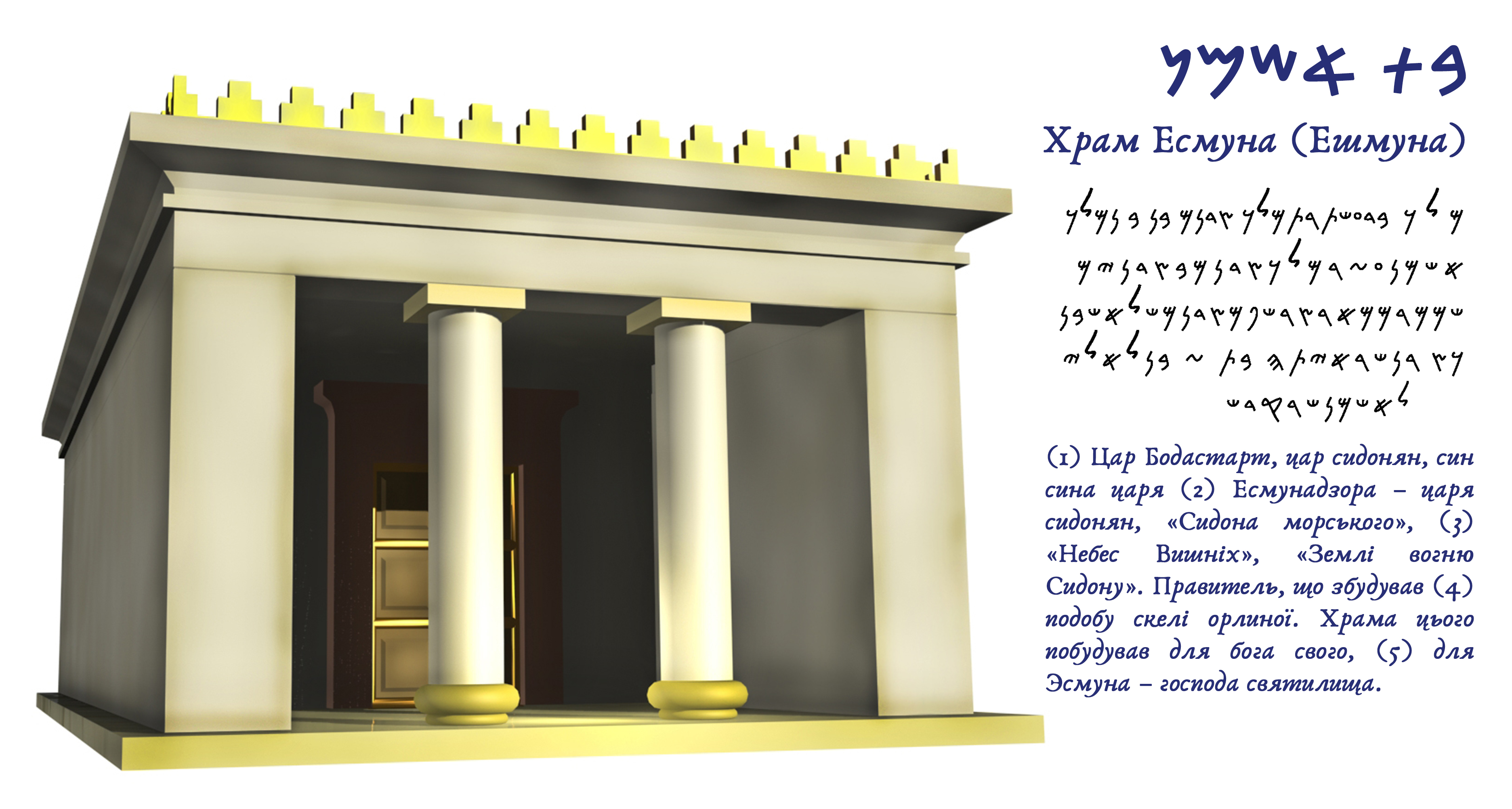
Храм Есмуна (Ешмуна) ост. чв. VI - сер. IV ст. до н.е.

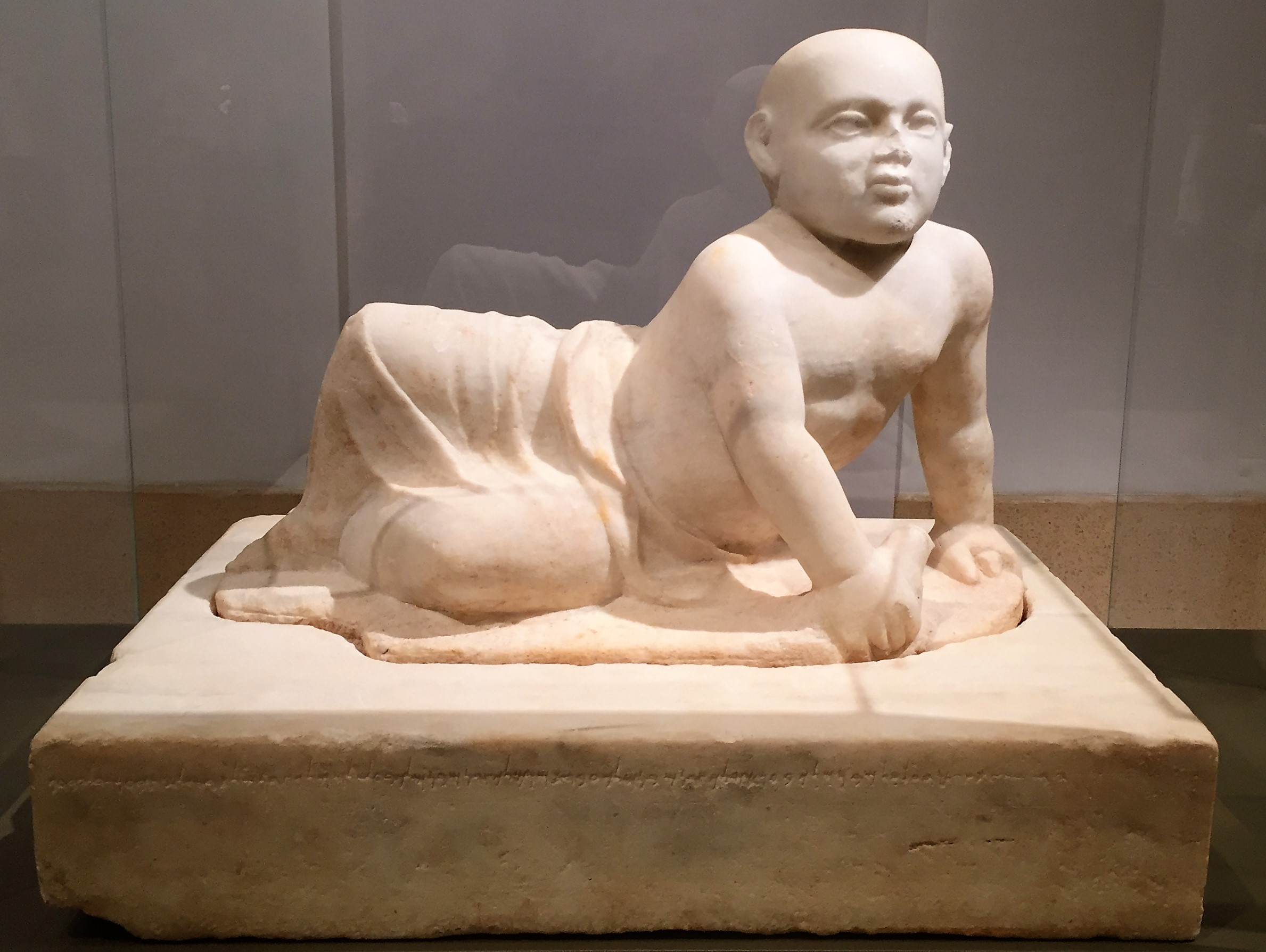
Мармурова статуя царевича з храму Ешмуна, близько 400 р. до н. е. Національний музей, Бейрут

Наступники Баалшиллема І Абдамон, Баана і Баалшиллем II (відомий також під іменем Бодаштарта II, правив у 401 — 372 рр. до н. е.) продовжували політику засновника династії, забезпечивши справжній розквіт Сідона. Цьому сприяли також довгий період миру у цій частині Сереземного моря і режим найбільшого сприяння з боку Ахеменідів. Останній мав, однак, і зворотний бік. Так, на вимогу Артаксеркса II у 396 р. до н. е. сідонська ескадра на чолі з царем змушена була вирушити на допомогу Конону, що в цей час вів бойові дії проти Спарти, а пізніше місто споряджало кораблі для висадки самого Артаксеркса II на Кіпрі. У 383 до н. е. р. фараон Ахоріс захопив і сам Сідон. Перси доволі швидко відновили свій контроль над Фінікією, проте миром місто насолоджувалося недовго.

### Еллінізація і повстання проти Персії
Допомога Сідона Афінам сприяла її зближенню із греками. З початку IV ст. до н. е. розпочинається швидка еллінізація міста, чому не в останню чергу сприяла близькість внутрішнього устрою грецьких і фінікійських міст та спільні торговельні інтереси. Баалшиллем II переводить сідонську монетну систему на аттичний стандарт. Сідонці оселяються в Коринфі і Афінах, фінікійці сприймають засвоюють культуру і мову греків.
Наступник Баалшиллема II Абдаштарт І (372 — 362 рр. до н. е.) взагалі отримав прізвисько Філелін. У 367 р. до н. е. афінські народні збори ухвалили рішення про надання сідонському царю і його нащадкам проксенії (так звана «сідонська псефізма») і фактично звільнили сідонських купців від сплати мит. Натомість різко погіршилися стосунки міста із Ахеменідами. Сподіваючись на підтримку греків і єгиптян, Абдаштарт І у 362 р. до н. е. підняв повстання проти перської влади. На сідонських монетах замість зображення перського володаря почали карбувати профіль Абдаштарта I. З появою у Заріччі фараона Таха з єгипетським військом сідонці приєдналися до нього. Проте в тилу у Таха спалахнув заколот, очолений Нектанебом. Фараон сам змушений шукати прихистку в Сідоні. Згодом Тах здався царю і був ним прощений. Але Сідон за непослух був покараний. Місто було позбавлено автономії і навіть його монетний двір перейшов у розпорядження сатрапа Кілікії Маздая.
Новий перський володар Артаксеркс III більше остерігався бунтівливих сатрапів, тому відновив автономію Сідону і повернув право карбування власної монети новому сідонському царю Теннесу. Однак той вів власну гру. За ініціативою Теннеса і зразком грецьких сіммахій був утворений Фінікійський союз, до якого долучилися Тір і Арвад. Учасники союзу заснували на півночі Фінікії місто з трьох поселень, кожне з яких було обнесене мурами (майбутній Триполіс), де представники міст збиралися на спільну раду за участю царів і рівної кількості представників знаті (по сто делегатів).

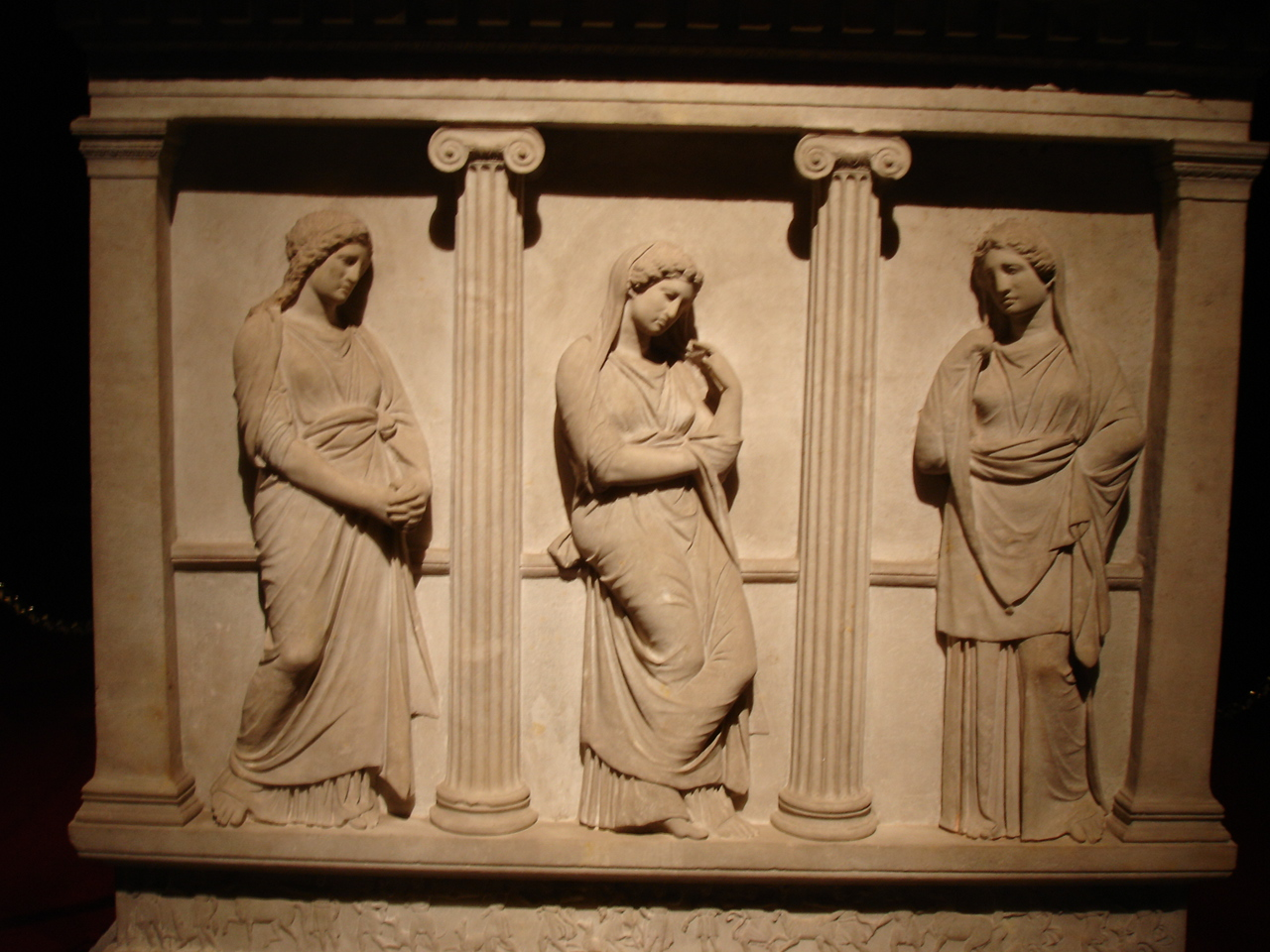
Плакальниці. Саркофаг з Сідона, близько 350 р. до н. е. Археологічний музей, Стамбул

У 351 р. до н. е. перси почали готуватися до походу проти Єгипту. Базою для нападу був обраний Сідон. Приготування важким тягарем лягли на мешканців міста. Скориставшись невдоволенням громадян, Теннес домігся від загальнофінікійської ради оголошення повстання проти перської влади. Повстанці демонстративно знищили «парадіс» і спралили корм для царських коней — завдавши особистої образи Артаксерксу III. Розуміючи, що власних сил у фінікійців замало Теннес звернувся за допомогою до фараона Нектанеба II. Той замість єгипетського війська надіслав до Сідона 4 тисячі грецьких найманців на чолі з Ментором. Ментор проявив себе як дуже здібний воєначальник і послідовно розгромив війська двох перських сатрапів — Белесія з Заріччя і Маздая з Кілікії . На чолі нового війська встав сам Артаксеркс III. Теннес злякався і таємно надіслав до перського царя раба із пропозицією капітулювати. За попередньою домовленістю — нібито для участі в терміновому засіданні загальнофінікійської ради — Теннес вивів з міста 100 представників сідонської знаті і видав їх царю, який тих одразу стратив.
Пересічні сідонці, аби не втекли інші «мужі міста», спалили весь свій флот і приготувалися до облоги. Проте Ментор наказав найманцям відкрити ворота перед персами. Щоб не дістатися ворогам, мешканці міста почали підпалювати власні будинки. Загинуло близько 40 тисяч людей. Всіх, хто вижив, обернули на рабів і відправили до Месопотамії. Зрадника Теннеса Артаксеркс III стратив. Сідон був майже повністю зруйнований, позбавлений автономих прав, включно з правом карбувати власну монету. За переказами, перський володар навіть продав спалені будинки разом із зливками золота і срібла, що залишилися в них після пожежі.

### Під владою елліністичних царів

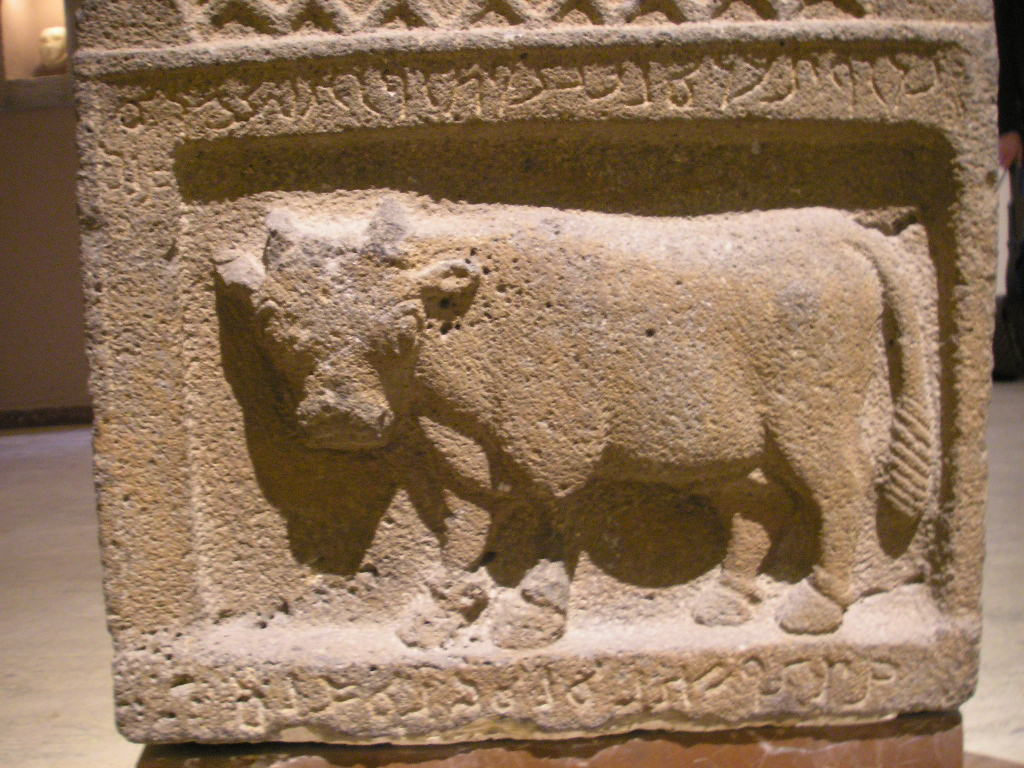
Вівтар із зображенням бика. I ст.. до н. е.

Відновлення Сідона розпочалося не пізніше 341 року до н. е., після підкорення Артаксерксом III Єгипту, адже «цар царів» мусив визнавати стратегічне значення міста для його держави. Новим сідонським царем був поставлений Абдаштарт II, проте він почував себе невпевнено — мешканці, що поверталися до міста, не забули вчиненого погрому. До того ж це були переважно біженці, які переховувалися у грецьких містах, тож не дивно, що нове місто мало виразно еллінізований характер і настрої в ньому панували прогрецькі або ж промакедонські. Врешті решт, коли Абдаштарт II з флотом відплив у 334 р. до н. е. на війну з Александром Великим, громадяни лише чекали слушної нагоди, щоб скинути і його, і перську владу загалом.

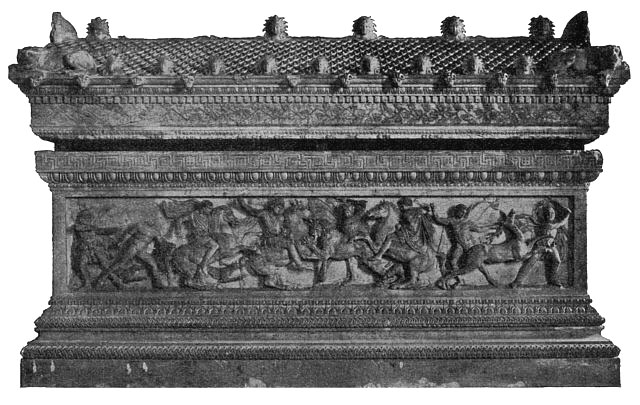
Сакрофаг сідонського царя Абдалоніма (так званий «Саркофаг Александра»). Археологічний музей, Стамбул

Нагода з'явилася після розгрому Дарія III під Іссом. Сідоняни одразу повстали і запросили до себе македонський гарнізон. Александр доручив Гефестіону знайти місту нового царя з кола знаті, що стала на чолі повстання. Проте усі ватажки відмовилися, оскільки не належали до царського роду, з якого за звичаєм могли обирати монархів. Тож на трон посадили далекого родича Абдаштарта II на ім'я Абдалонім, що був людиною незаможною і навіть сам обробляв свій сад. Александр і його соратники розглядали Сідон не лише як важливий центр міжнародної торгівлі, але як місто суднобудівників. Потреба у постійному поповненні флоту стала особливо гострою з початком війн між діадохами, тож Сідон кілька разів переходив із рук в руки. Однак Абадалоніму вдалося зберегти царську владу і навіть передати корону сину — Тіму.

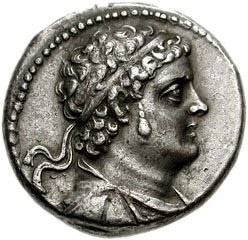
Тетрадрахма з зображенням Птолемея IV, карбована у Сідоні наприкінці III ст. до н. е.

У 301 р. до н. е. місто опинилося під владою Птолемея I і ціле сторіччя залишалося під контролем його нащадків, які всебічно спряли подальшій еллінізації Фінікія. Грецьку мову почали використовувати не лише в спілкуванні з новою владою, але й в щоденному житті міської громади. Внутрішній устрій Сідона також мало відрізнявся від устрою звичайних грецьких полісів. Коли у 280 р. до н. е. місцева царська династія перервалася, на сідонський трон Птолемей II всадив свого стратега Філокла, сина Аполлодора, і це вже не викликало жодних заперечень з боку громадян. У 275 р. до н. е. царська влада в Сідоні взагалі була скасована і надалі місто очолювали обрані посадовці — рабі (його також на грецький лад іменували архонтом) та суфети. Фактично ж усі важелі впливу зосереджувалися в руках міської ради, що стояла на сторожі інтересів торговельної олігархії.
У 219 р. до н. е. Сідон був зайнятий Антіохом III, проте після поразки під Рафією (217 р. до н. е.) він змушений був залишити Фінікію. У 202 р. до н. е. бойові дії були відновлені і після півторарічної облоги Сідон увійшов до складу держави Селевкідів (Єгипет визнав втрату у 197 р. до н. е.). Автономія міста була збережена і навіть розширена. Сідон перейшов на «еру Селевка», проте його громадян, на відміну від інших підданих, не примушували обожнювати нового володаря, недоторканим залишився і місцевий культ Астарти, як власне і претензії міста на першість у Фінікії. З часів тимчасової єгипетської окупації у 149 р. до н. е. навіть місцева монетна система була орієнтована на південних сусідів. Міжусобиці між Селевкідами Сідон використав для отримання від царів нових поступок. У 133 р. до н. е. Антіох VII надав місту статус «божественного», що дозволяло залишати податки у місцевій скарбниці. У 122 р. до н. е. Антіох VIII визнав Сідон «священним», а в 121 р. до н. е. — ще й «неторканим» містом, гарантувавши по суті його громадянам судовий імунітет. І нарешті, з фактичним розпадом держави у 111 р. до н. е. місто отримало цілковиту незалежність.

### Римська доба

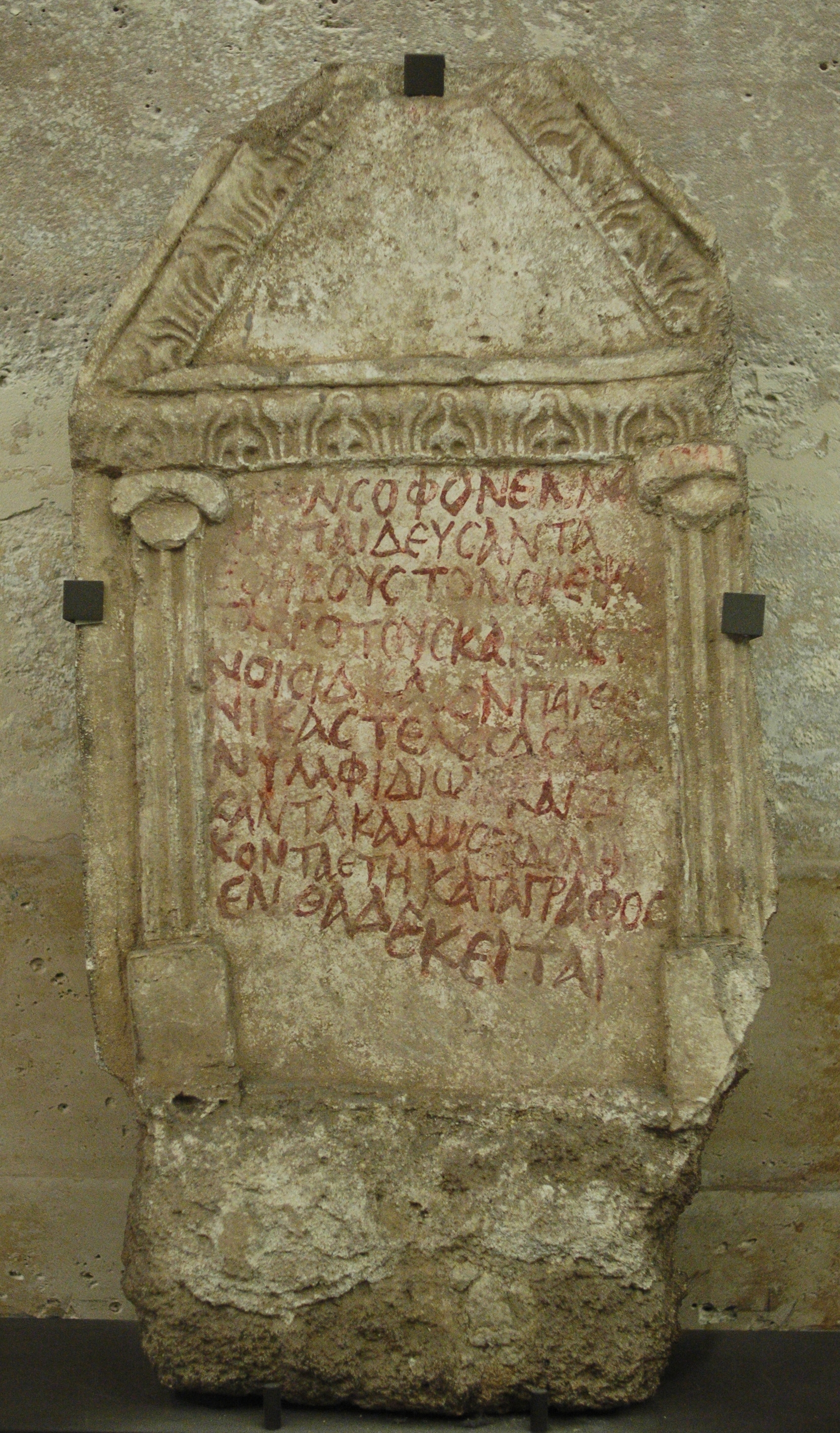
Поховальна стела вчителя з Сідона. III—IV ст. Лувр

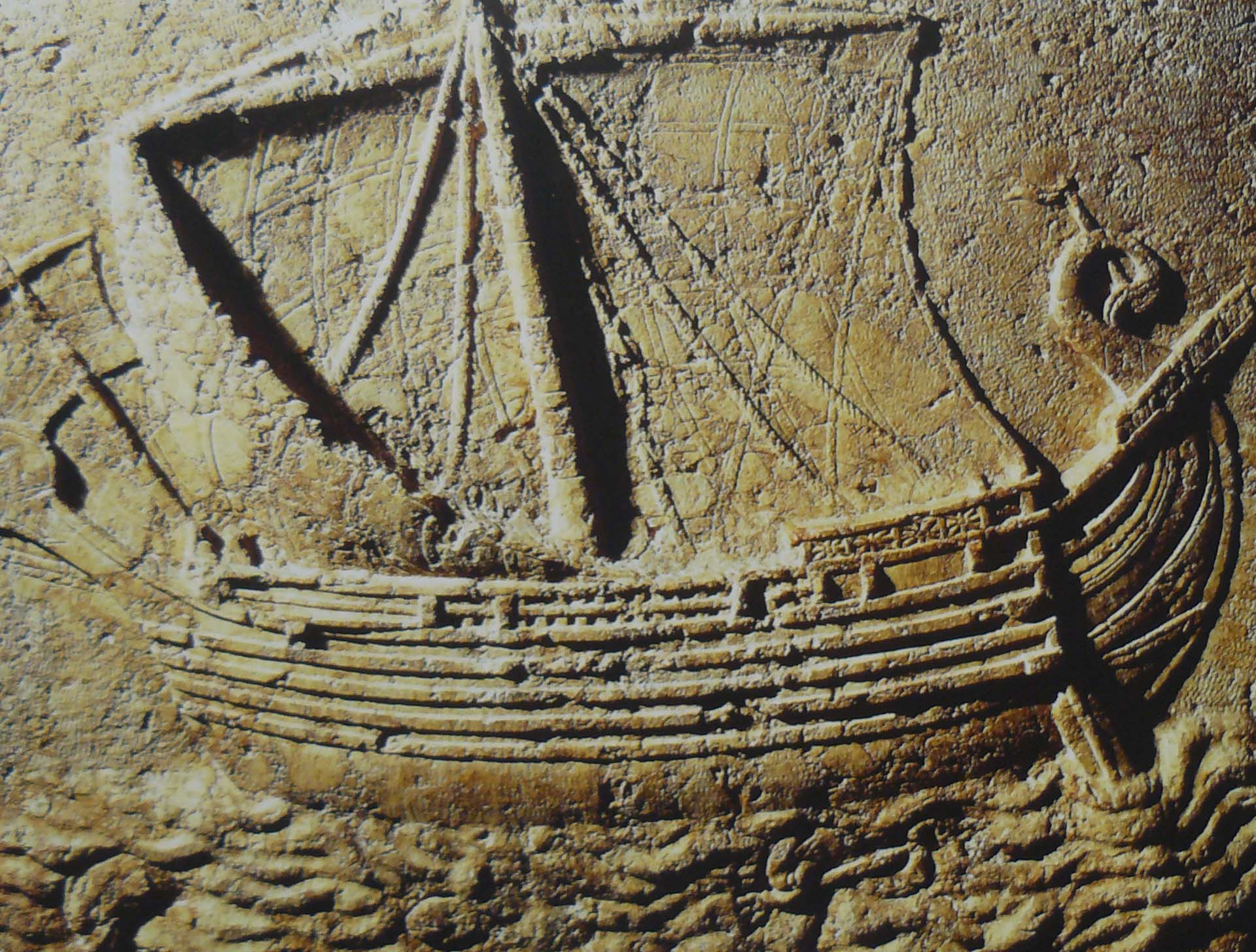
Фінікійський корабель. Сображення на саркофазі з Сідона, II ст..

Щоправда, скористатися отриманою свободою сідонці вже не змогли. Адже позиції у тогочасній міжнародній торгівлі вони втратили, і без підтримки з боку потужних держав відновити їх їм було вже не під силу. У 64 р. до н. е. Гней Помпей приєднав Сирію до Риму, проголосивши фінікійські міста «вільними». Однак фактично це була все та ж автономія — цього разу у складі Римської республіки. Місто продовжувало карбувати власну монету, Юлій Цезар звертався до «магістратів, сенату і народу Сідона» з поважними посланнями, а Марк Антоній навіть виключив Сідон з числа земель, що він подарував єгипетській цариці Клеопатрі, бо вважав, що тим самим порушить зобов'язання, що взяв на себе Рим перед міською громадою.

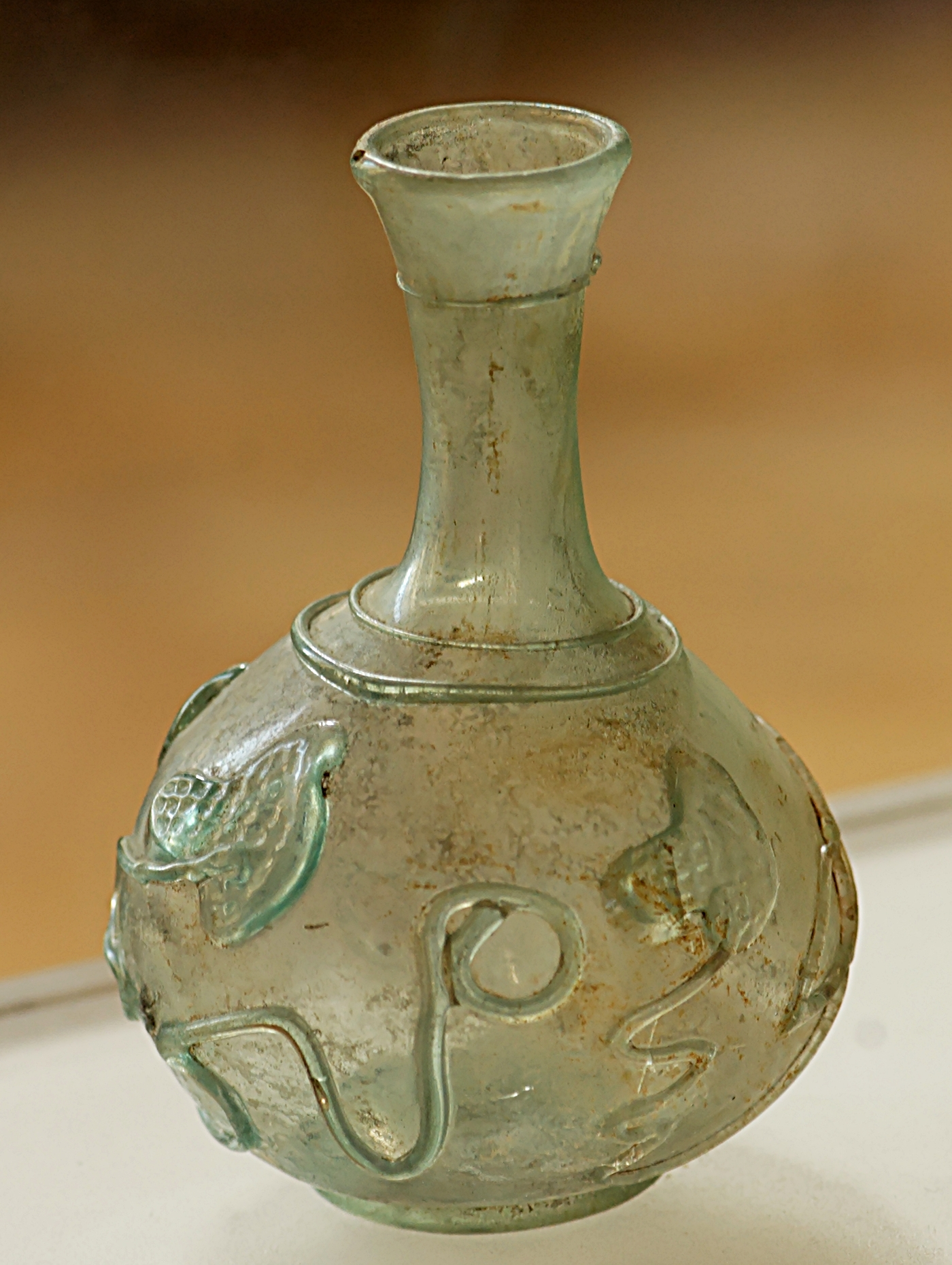
Скляна пляшка, виготовлена в Сідоні. II—III ст. Лувр

Октавіан не був таким прискіпливим і вже у 20 р. до н. е. позбавив Сідон не лише фактичної, але й формальної автономії. Щоправда, саме за часів імперії у тепер вже римському місті розпочалося активнее будівництво, внаслідок якого з'явився театр та інші будівлі із «стандартного» провінційного набору.

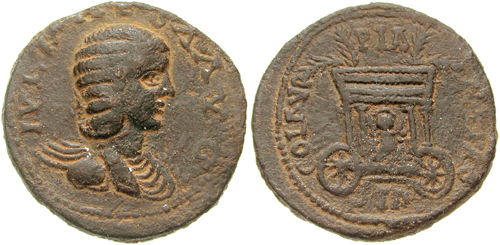
Монета з зображенням Астарти, карбована в Сідоні на початку III ст.

Згідно з біблійними оповідями Сідон відвідував Ісус, а пізніше — апостол Павло.
Імператор Елагабал надав місту права римської колонії — під іменем Аврелія Піа Сідон. У IV—VI сторіччях Сідон занепав, поступаючись розмірами і активністю громадського життя навіть сусідній Сарепті. Лише після руйнівного землетрусу 551 р., від якого постраждали інші фінікійські міста, тепер вже візантійський Сідон починає виходити з кризи — сюди зокрема перебазувалася вища школа з Бейрута.

### Від «праведних халіфів» до сельджуків

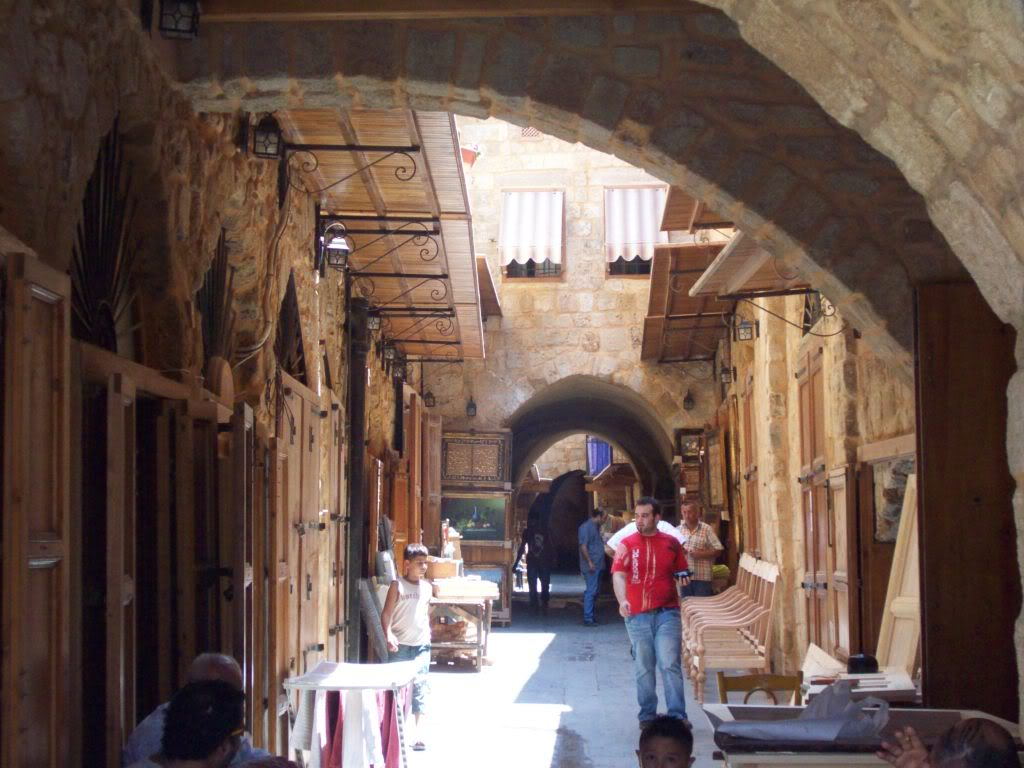
Старий ринок Сідона

У 636 р. Сідон атакували араби. Місцеві мешканці, залишені візантійською владою напризволяще, оборонялися самотужки. За свідченням мусульманських хронік місто було захоплене швидко, проте деякі дослідники впевнені, що спротив тривав аж до 640 року. У 644 році ромеї відбили місто і його знову довелося брати штурмом. Нова влада до християн ставилася лояльно, і це врешті дозволило їй закріпитися у Сідоні. Проте, коли у 678 р. візантійці висадили морський десант, місцеві християни надали йому підтримку. Імператор Костянтин IV уклав з халіфом Муавією мир на 30 років, але наступник Муавії Язид вже у 682 р. повернув Сідон під свою владу. Коли у 685 р. візантійці з'явилися у Фінікії вони, обмежилися знищенням міських укріплень, вочевидь не сподіваючись на довге утримання території. Відповідно змінилися і настрої місцевих християн. Щоправда, Омеяди не розглядали Сідон як важливий опорний пункт, віддаючи перевагу Акко.
У 747 р. Фінікією прокотився потужний землетрус, але відновлювати міста уряд не квапився. До того ж невдовзі в халіфаті спалахнула громадянська війна, а потім влада зосередилася на придушенні повстань у гірських районах. Новою династією — Аббасидами — столиця була перенесена з Дамаска, пов'язаного з фінікійським узбережжям, до Месопотамії. І відновіти прибережні поселення наказав лише халіф аль-Мансур у 771 р., а завершені роботи були лише за часів аль-Махді.
У 878 Сідон перейшов під контроль Ахмеда ібн-Тулуна, формально — намісника халіфа, фактично — керівника незалежної держави. За його наступника Хумаравейха Фінікією, Сирією і Палестиною керував Тугадж ібн-Джефф, тюрок за походженням. Відновлення влади Аббасидів у 905 р. для сідонців пройшло майже непомітно, тим більше, що син Тугаджа Мухаммед у 928 р. отримав в управління Палестину, а згодом і Сирію. Через сім років Мухаммед приєднав до своїх володінь Єгипет, Північну Месопотамію і став у 939 р. незалежним володарем з титулом «ішхида». Після смерті Мухаммеда у 945 р. влада в державі зосередилася в руках регента — нубійського євнуха Кафура (фактично керував до аж 968 р.).
У 970 р. Сідон захопили війська фатимідського халіфа аль-Муїзза. Нові володарі, під контролем яких знаходилося усе південне узбережжя Середземного моря — аж до Гібралтару, згадали про стратегічне значення Фінікії для міжнародної торгівлі і почали активно забудовувати її фортецями. Одну з них аль-Муїзз почав будувати і в Сідоні. Проте у 974 р. у наступ перейшли візантійці. Сідоном вони володіли недовго і очистили його остерігаючись удару з тилу. Натомість у 975 р. до міста зі сходу підступила кіннота тюрків на чолі з колишнім аббасидським найманцем Алп-Тегіном (Афтекіном). Фатимідське військо, що складалося головним чином з берберської піхоти, відкинуло тюрків від сідонських мурів і кинулося навздогін. Алп-Тегін контратакував. Його вершники, використовуючи булави, прорвали лави берберів, перетворивши бій на методичне знищення ворога. Владу над Сідоном Фатимідам вдалося відновити лише у 977 р.
Замирення сприяло піднесенню прибережних міст і Сідона зокрема. Проте з часом влада Фатимідів стала занадто обтяжливою. У 1076 р. сідонці повстали і вигнали єгиптян. Розуміючи, що сили не рівні, містяни звернулися за допомогою до сельджуцького султана Мелік-шаха. У 1080 тюрки без бою увійшли до міста і приєднали його до султанату. Фатиміди повернули собі Сідон лише у 1089 р.

### Хрестоносці й мамлюки

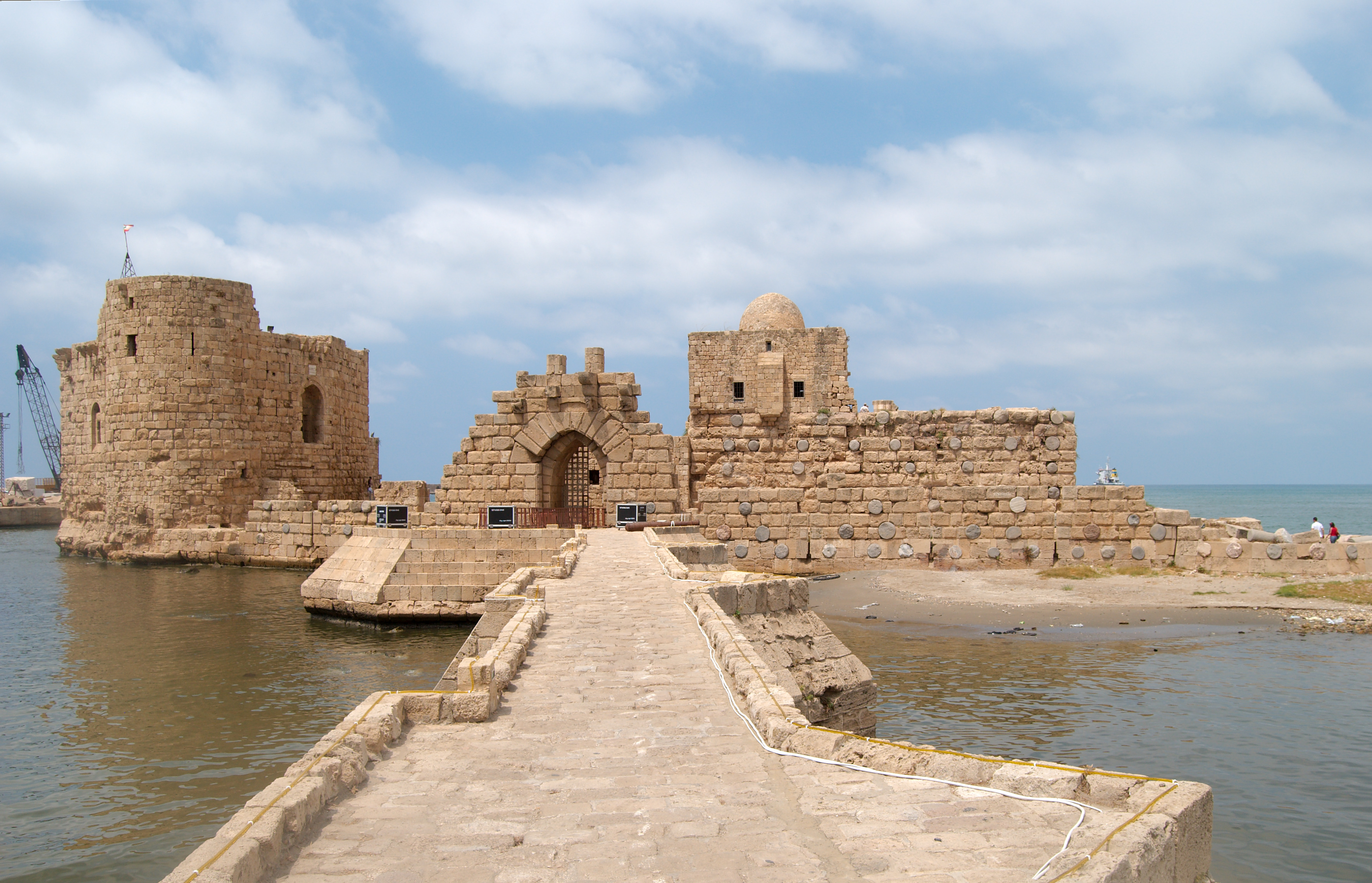
«Морський замок», збудований хрестоносцями у 1228 р.

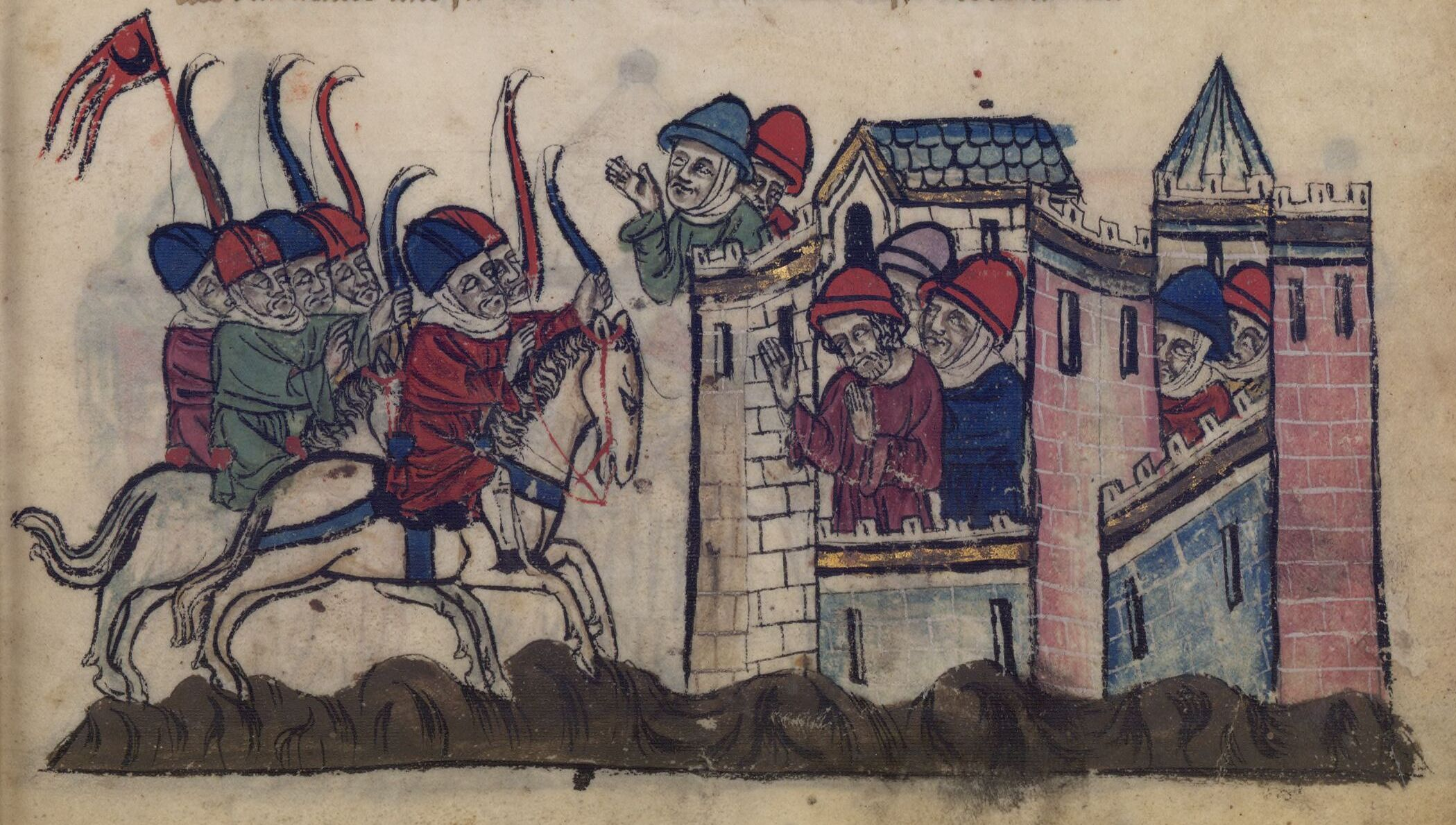
Облога Сідона монголами у 1260 р., мініатюра XIV ст.

1106 року до міста вперше підійшло військо хрестоносців, а на сідонському рейді з'явилася англійська ескадра. Сідонці капітулювати відмовилися, а лицарі не відчували себе впевнено, тож відступили. У 1108 році єрусалимський король Балдуїн I повернувся, а з моря до Сідона підступили генуезці. Проте на допомогу прийшов єгипетський флот, що відігнав італійців і змусив хрестоносців зняти облогу. 1110 року в Фінікії з'явилися норвежці на чолі з королем Сігурдом. Генуезців змінили венеційці на чолі з дожем Орделафо Фальєро. З їхньою допомогою 4 грудня 1110 року Балдуїн I таки захопив Сідон.
Місто було перетворено на центр Сідонської сеньйорії у складі Єрусалимського королівства, а місцеві барони увійшли до кола «перів» держави хрестоносців на рівні з володарями Триполі і Антіохії. Сідону підпорядковувалися Сарепта, Аделон і замки у ліванських горах. В церковному ієрархії місто було підпорядковане архієпископу Тирському, а через нього Патріарху Єрусалимському. Водночас єпископ був васалом короля і в цьому статусі був зобов'язаний на його вимогу виставляти 50 бійців.
Володарями Сідону стала родина Граньє. До 1126 року сеньорією керував Евстахій, потім його син Готьє. Жирар Сідонський у 1153 році виконував обов'язки адмірала королівства. Проте скористався цим для перетворення міста на піратське гніздо, грабуючи і мусульман, і християн. Обурений король Аморі I позбавив Жирара звання і вигнав за межі королівства. Жирар подався до Антіохії, а звідти — до Нуреддіна. Під час однієї з сутичок він потрапив у полон до короля і був публічно спалений у Єрусалимі. Сідон перейшов до сина Жирара Рено.

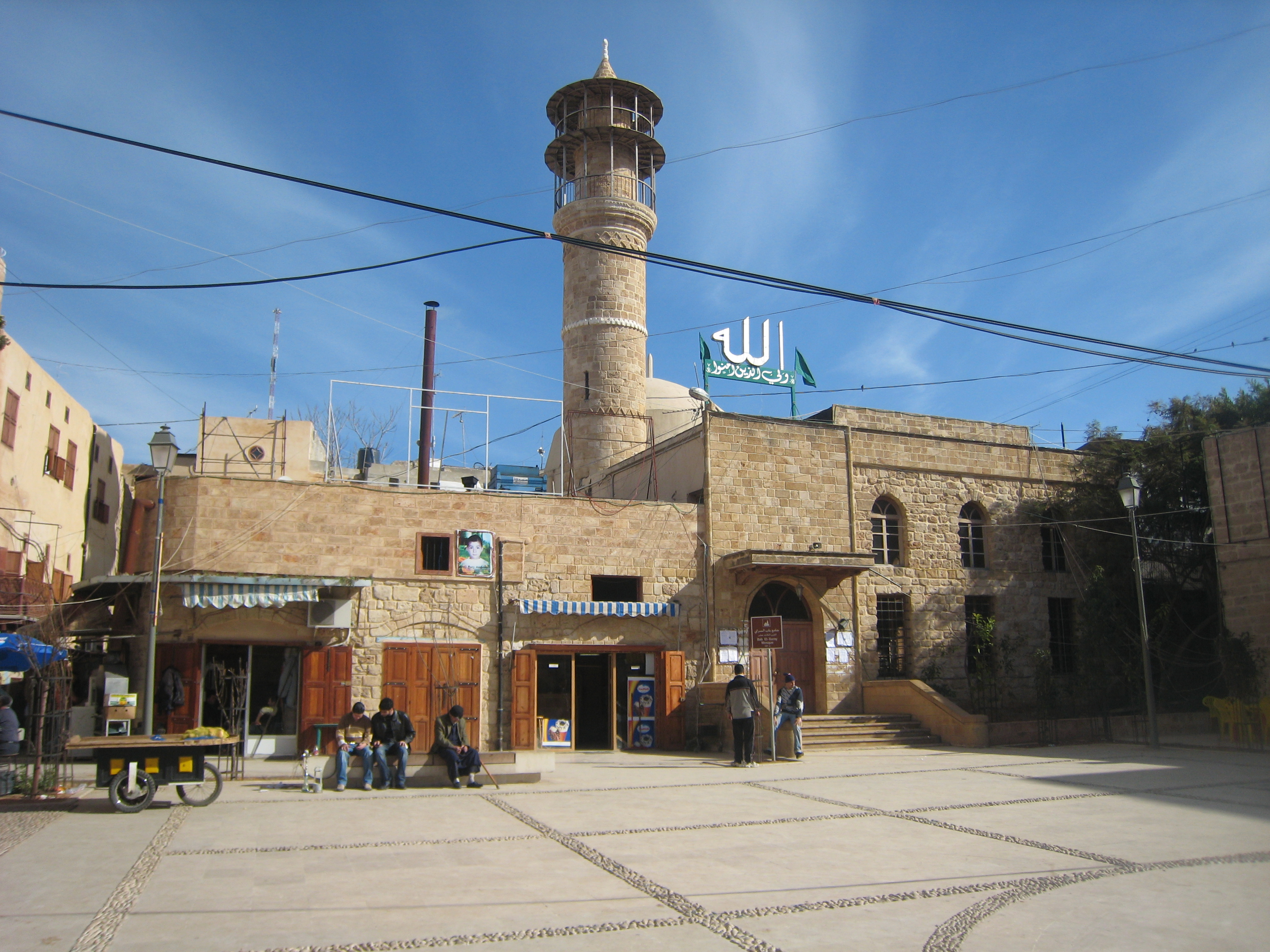
Мечеть Баб аль-Сарай (1201)

У місті знаходилася резиденція великого магістра Ордена тамплієрів. Коли 1173 року тамплієр Готьє дю Меніль напав на посольство асасинів, що якраз уклали договір з королем, він сховався саме у Сідоні. 1179 року Сідонську сеньйорію розорив Саладін, що завдав хрестоносцям серйозної поразки під Марж Айюмом. У 1182 він блокував місто з боку моря, змусивши генуезців, венеційців і пізанців укласти з ним мирні угоди. Після катастрофи хрестоносців під Хаттіном (3 липня 1187) Саладін зайняв Сідон без бою. Міські мури були зруйновані.
У вересні 1192 року Річард I Левине Серце уклав із Саладіном мир, за яким Сідон було поділено між Рено Сідонським та мусульманами. 1197 року спалахнув новий конфлікт, приводом для якого стали дії піратів. Брат Саладіна Малік аль-Аділь захопив і зруйнував місто. У 1204 статус-кво-анте-белюм відновився (зокрема, й пункт про розподіл Сідона), але стан міста був таким, що новий володар сеньйорії Бальян Сідонський переніс резиденцію до Сарепти. Туди ж перебрався і єпископ.
1228 року хрестоносці перейшли у контрнаступ, відвоювали і розбудували Сідон. Нова цитадель міста була зведена на мису, що видавався далеко у море і отримала назву Морського замку. За Яффським договором з імператором Фрідріхом II (1229) мусульмани визнали Сідон володінням хрестоносців.

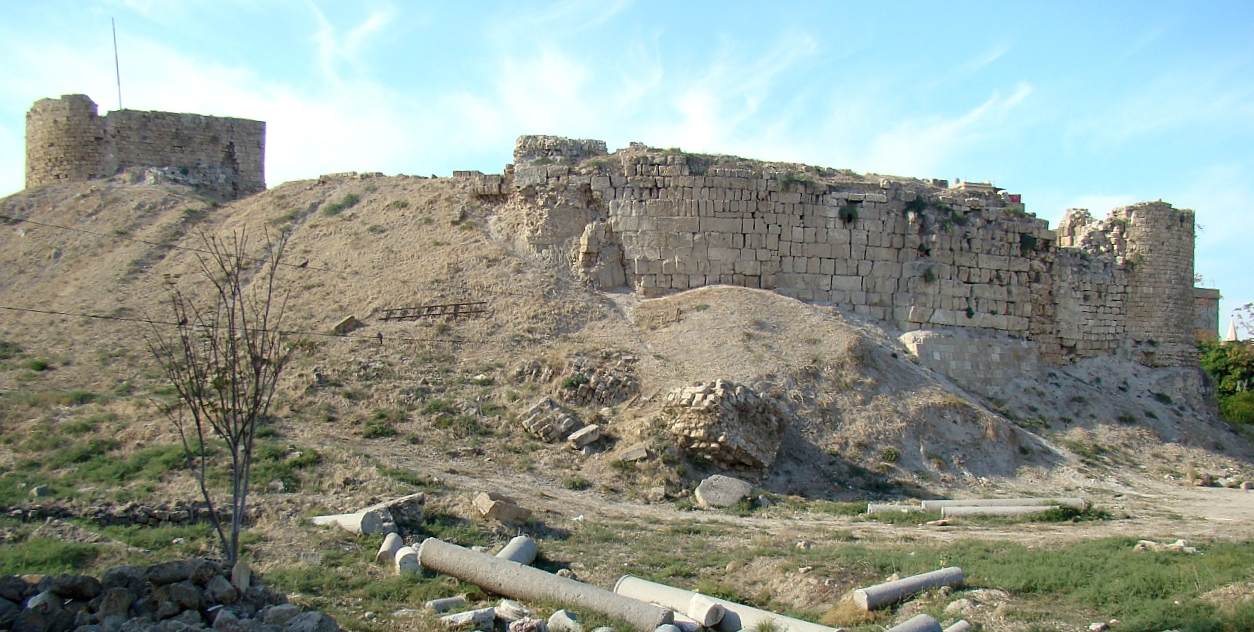
Фортеця Св. Людовіка, збудована на місці стародавнього сідонського акрополя (1254)

Французький король Людовік IX Святий у 1252 році розпочав будівництво нових мурів, але у 1253 році мусульмани несподіваним ударом захопили і пограбували місто, 1200 християн були вбиті або ж обернені на рабів. Людовік звільнив Сідон, віновив міські мури і збудував ще одну цитадель — на місці колишньої фортеці аль-Муїзза (1254).
У 1260 році, коли монголи захопили Дамаск, і хан Хулагу призначивши своїм намісником несторіанина Кітбуку, Жульєн Сідонський вирішив скористатися цим для грабунку прикордоння. Жульєна намагався зупинити племінник Кітбуки, але барон його вбив. Тоді монголи рушили на Сідон. Жульєну вдалося певний час утримувати їх перед містом, щоб мирні сідонці мали змогу хоча б втекти. А потім барон забарикадувався в цитаделі. Монголи знищили нижнє місто, вбиваючи всіх, хто траплявся їм на шляху, зруйнували міські мури і відступили до Дамаска. Жульєн не розгубився і продав Сідон із округою своїм кредиторам — тамплієрам (1260).
У 1268 році тамплієри уклали угоду про ненапад з Бейбарсом. У 1277 році Сідон перейшов під опіку сицилійського короля Карла Анжуйського. У 1283 році Бейбарс підписав мир і з ним, дозволивши відновити мури Сідона. Але хрестоносцям це вже не допомогло. 28 травня 1291 року Бейбарс захопив Акко. Командор тамплієрів Тібо Годен вислизнув з міста і перебрався до Сідона, щоб керувати його обороною. Місто протрималося до 14 липня, коли Годен віддав наказ його залишити.
Міські мури були зриті, цитаделі залишилися у напівзруйнованому стані. Сідон був підпорядкований мамлюцьким намісникам Дамаску, а пізніше став частиною округу Баальбек. Мамлюки не були зацікавлені в розвитку місцевої торгівлі, бо турбувалися насамперед про Єгипет. Тож Сідон під їхньою владою занепав. І навіть колишня міська округа була перерозподілена на користь сусідніх емірів, яких в Каїрі вважали надійною опорою своєї влади.

### Модерні часи

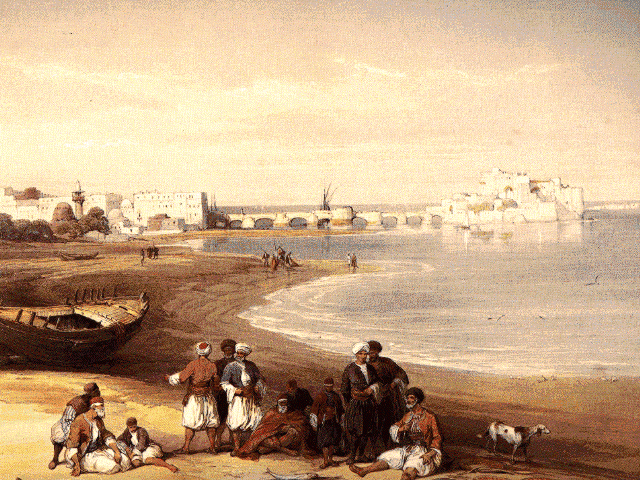
Сідон у середині XIX ст., літографія Девіда Робертса

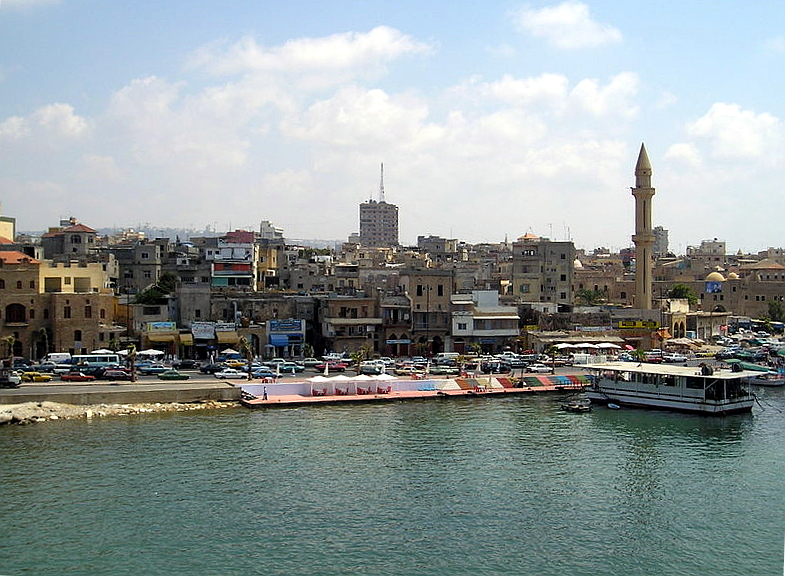
Сідон. Старе місто

Розгром мамлюків при Мардж Дабіку (серпень 1516 року) і перехід Леванту під владу османів сідонці сприйняли з полегшенням. В жовтні 1516 міська делегація особисто прибула в Дамаск аби засвідчити свою лояльність Селіму I. Організацію місцевої влади султан залишив незмінною, але від зміни господарів Сідон виграв насамперед економічно. Єгипетська монополія на міжнародну торгівлю була зламана, а приєднання до Османської імперії Месопотамії знову відкрило шлях до Індії через левантійські порти. У 1536 р. право на торгівлю в османських володіннях отримали французи, у 1580 — англійці, у 1612 — голландці.

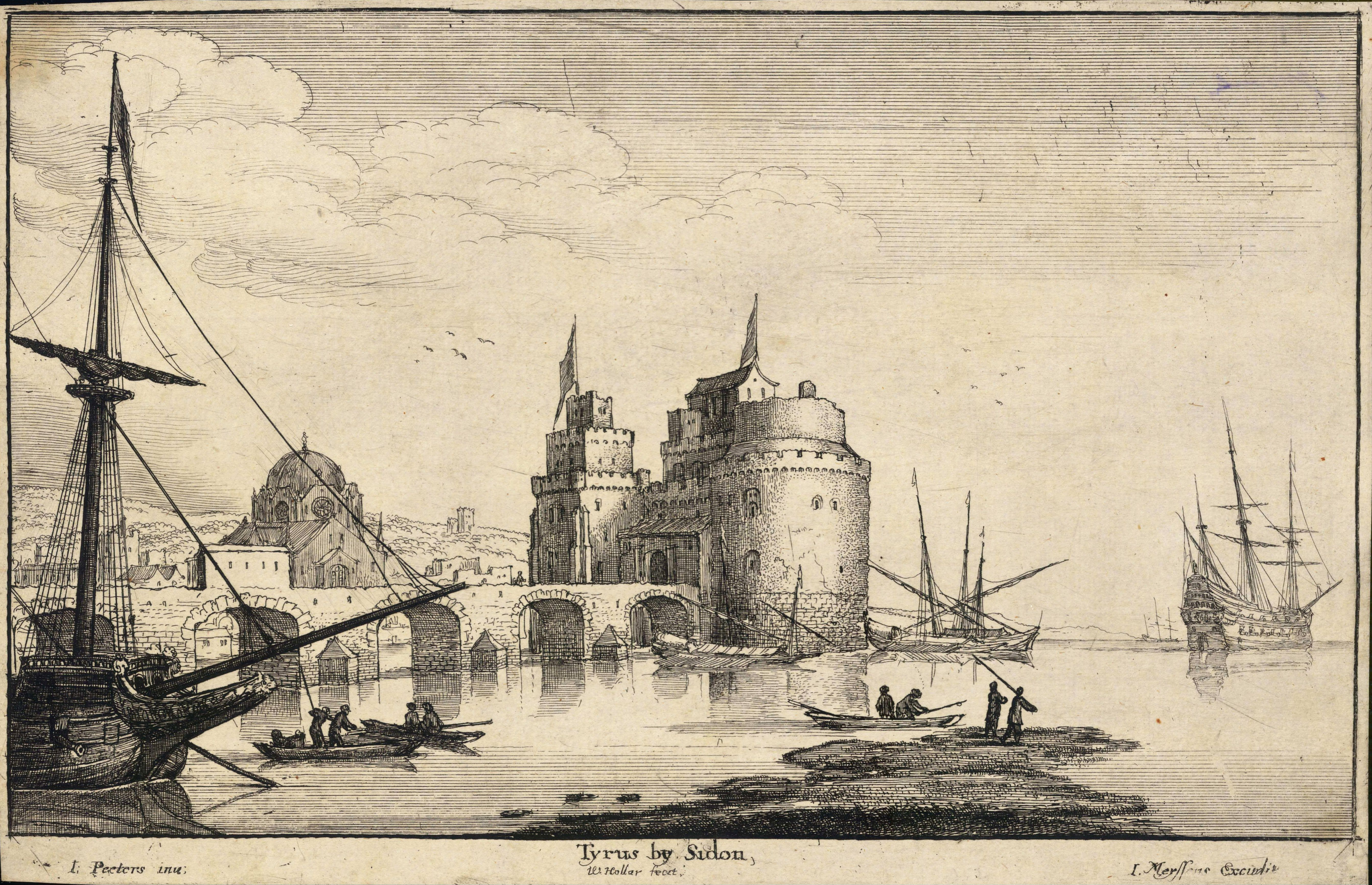
Сідон у XVII ст. Гравюра Вацлава Голлара

Сідон знову перетворився на центр міжнародного обміну. Цим скористався шуфський емір Фахреддін II (1590—1632), який приєднав місто до своїх володінь і проголосив себе «еміром Лівану». Фахреддін побудував біля Сідона свою резиденцію, а в самому місті караван-сарай для європейських торгівців. У 1608 році він уклав самостійну торговельну угоду з Тосканським герцогством, створив регулярну армію і оновив фортечні мури. Занепокоєний султан доручив паші Дамаска усунути непокірного васала. У 1613 році Фахреддін залишив батьківщину, проте у 1618 р. повернувся і перетворив Ліван на цілком самостійну державу, головним портом якої став саме Сідон. За обсягами торгівлі місто поступалося лише Александрії і Ізміру.

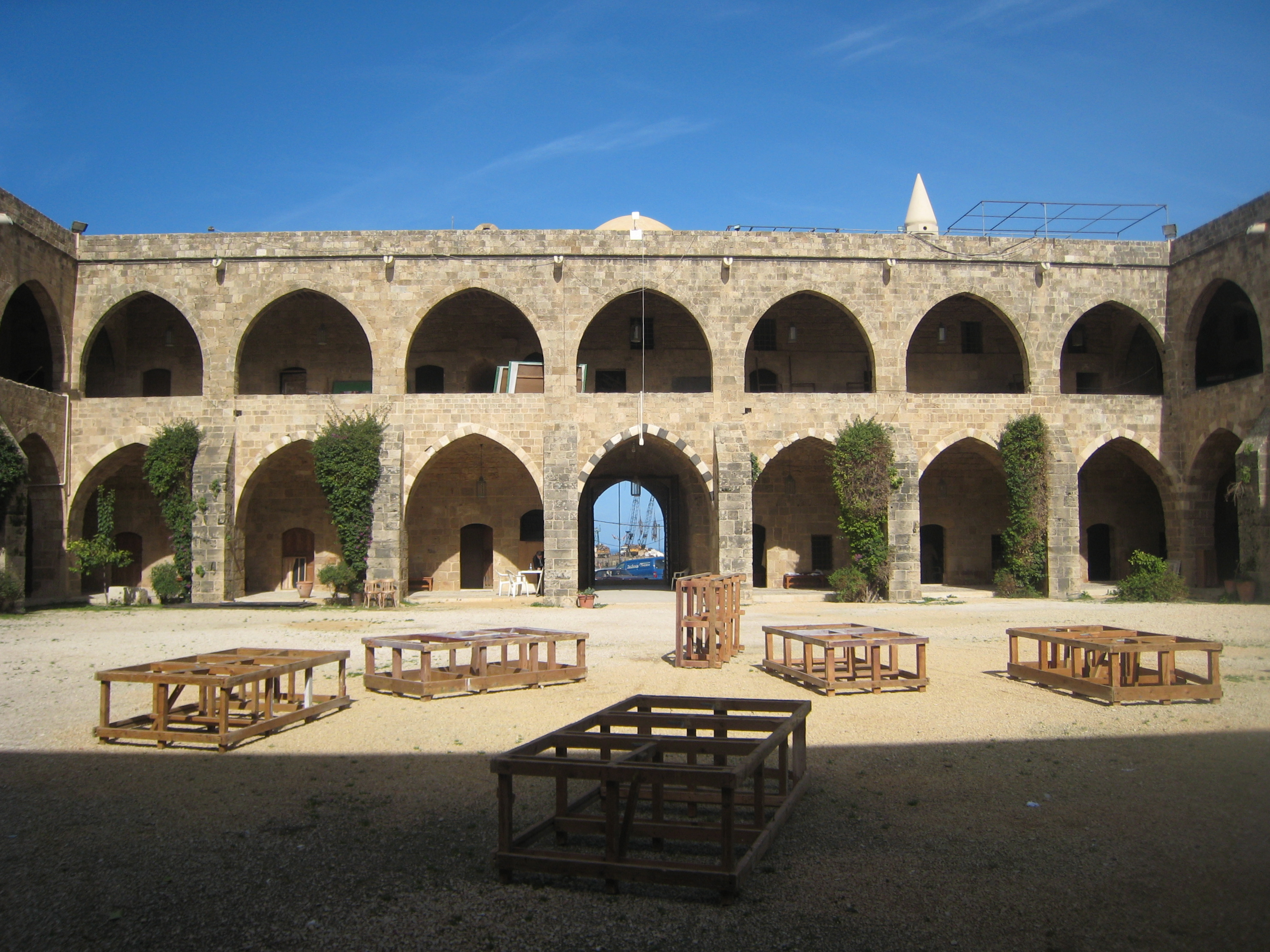
Хан іль-Франж, караван-сарай, збудований Фахреддіном II для європейських торгівців

Врешті решт османам вдалося захопити і стратити Фахреддіна та його родичів. І надалі Сідон намагалися не випускати з підпорядкування Стамбула. Після 1660 р. був створений навіть окремий Сідонський еялет, якому була підпорядковане узбережжя і Палестина. Гірські райони, однак, до складу еялета не входили. З середини XVII ст. особливу роль у місцевій торгівлі почали грати французькі купці, що збільшили обсяги своїх операцій втричі. При цьому османські економісти відзначали, що торговельне сальдо було на користь Сідону. Готової продукції в європейців купували менше, аніж продавали сировини, накопичуючи таким чином золото і срібло.
В 1771 р. Сідон захопив володар Акко Дагір аль-Умара. Разом із ліванським еміром Юсуфом Шихабом вони підняли повстання проти османської влади. Турки у 1772 р. взяли Сідон в облогу, проте на рейді з'явилася російська ескадра, яка примусила їх відступити. Боротьбу з Дагіром очолив Ахмад-паша на прізвисько аль-Джаззар («різник»), якого султан зробив сідонським валі. У 1774 р. з росіянами уклали мир, а наступного року був вбитий Дагір. Ахмад-паша у 1775 р. переніс центр еялета до Акко, хоча за назвою він залишався Сідонським. До Акко почали перебиратися і торгівці. Французам з 1791 р. в Леванті, і Сідоні зокрема, торгувати взагалі заборонили. Місто почало занепадати, натомість сідонські валі були більше зайняті політичними міжусобицям. У 1804 р. посада валі перейшла Сулейману-паші, а в 1818 — Абдаллаху-паші, який створив постійне військо і тероризував з його допомогою всю округу, не рахуючись із султаном.
У 1831 р. Сідон був окупований єгипетською армією Ібрагіма-паші і остаточно позбавлений статусу адміністративного центру. У 1837 р. місто було зруйноване землетрусом. У 1840 Сідон бомбардували англійці і австрійці, щоб переконати єгиптян залишити Сирію. У 1841 р. Мухаммед-Алі таки відмовився від азійських володінь.

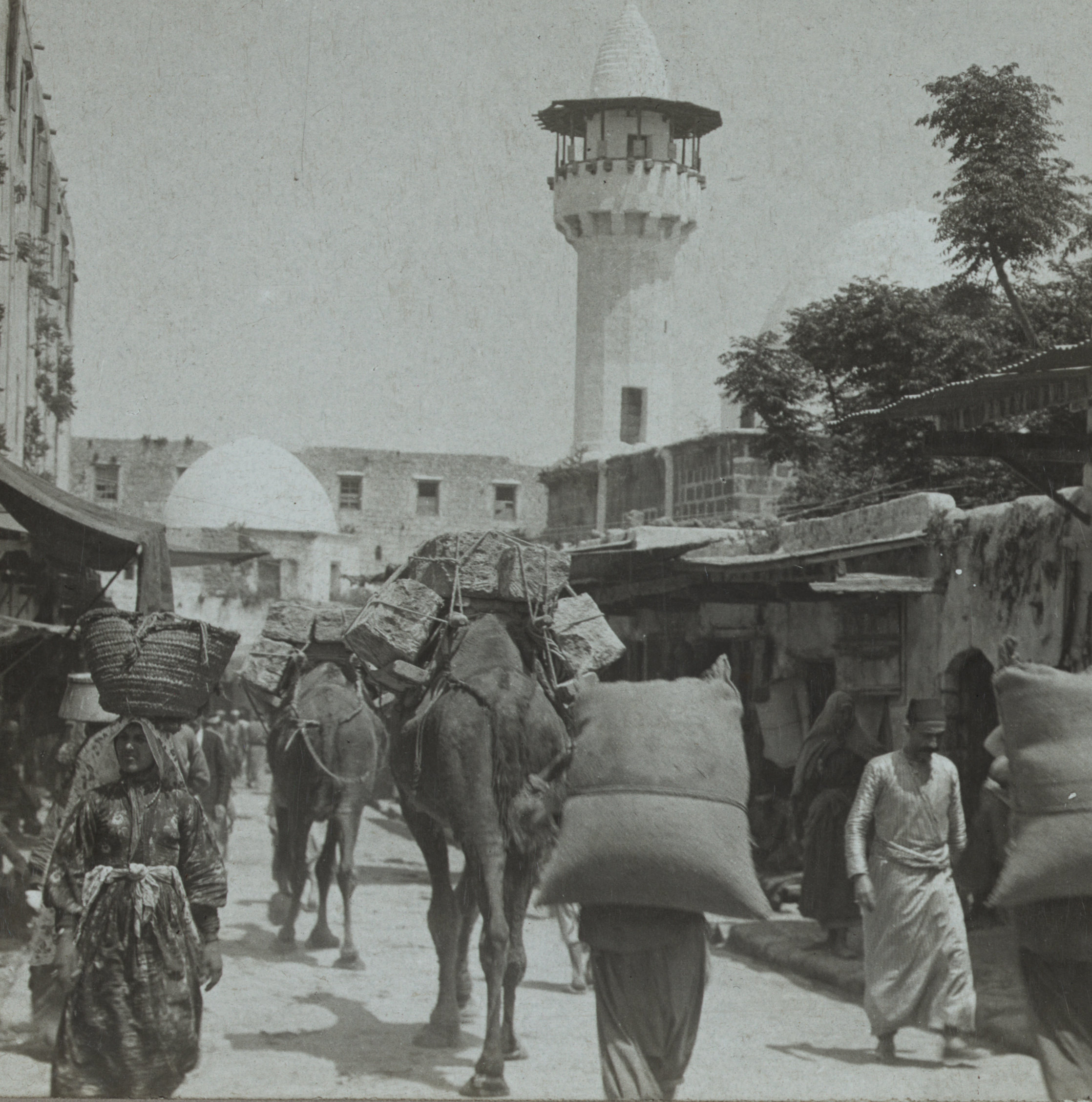
Сідонська вулиця, 1903

Проте з поверненням османів сідонський еялет не відновили, а об'єднали з Триполі, а центром єялету став Бейрут. У 1860—1861 місто перебувало під окупацією французів, що оголосили себе захисниками місцевих християн. В 1864 р. Сідон був взагалі підпорядкований Дамаску. В 1887 році був утворений вілаєт Бейрут, в складі якого Сідон був звичайним поселенням.
У 1918 місто знову перейшло під контроль французів, які перетворили Ліван на свій протекторат. З 1943 року Сідон — у складі незалежного Лівану.
З 1948 р. поруч із містом розташовані два табори палестинських біженців, що фактично мають екстериторіальний статус.